# Mühlhausen/Thüringen
Mühlhausen/Thüringen (Betonung auf der ersten Silbe; von 1975 bis 1991 Mühlhausen Thomas-Müntzer-Stadt) ist die Kreisstadt des Unstrut-Hainich-Kreises und neuntgrößte Stadt in Thüringen. Die Große kreisangehörige Stadt im Nordwesten des Bundeslandes liegt an der Unstrut, einem Nebenfluss der Saale, rund 55 km nordwestlich der Landeshauptstadt Erfurt und nimmt in der Raumordnung des Freistaates Thüringen den Rang eines Mittelzentrums mit Teilfunktionen eines Oberzentrums ein.
Im Mittelalter waren die Reichsstädte Mühlhausen und Nordhausen nach Erfurt die zweitmächtigsten Städte im Thüringer Raum (siehe: Thüringer Dreistädtebund). Die Mühlhäuser Kirmes, die jährlich mit 27 Kirmesgemeinden für eine Woche begangen wird, fand 1877 zum ersten Mal statt und ist die größte Stadtkirmes Deutschlands.
Bekannt ist Mühlhausen auch für sein reichhaltiges historisches Erbe, so war es Wirkungsstätte von Johann Sebastian Bach und Thomas Müntzer sowie bis 1802 Reichsstadt. Von der einstigen Bedeutung zeugen heute noch zahlreiche historische Bauwerke wie die Stadtmauer oder die Marienkirche. Johann August Röbling, der Konstrukteur der Brooklyn Bridge in New York City, stammte aus Mühlhausen.
2016 wurde Mühlhausen der Ehrentitel „Reformationsstadt Europas“ durch die Gemeinschaft Evangelischer Kirchen in Europa verliehen.

## Geographie

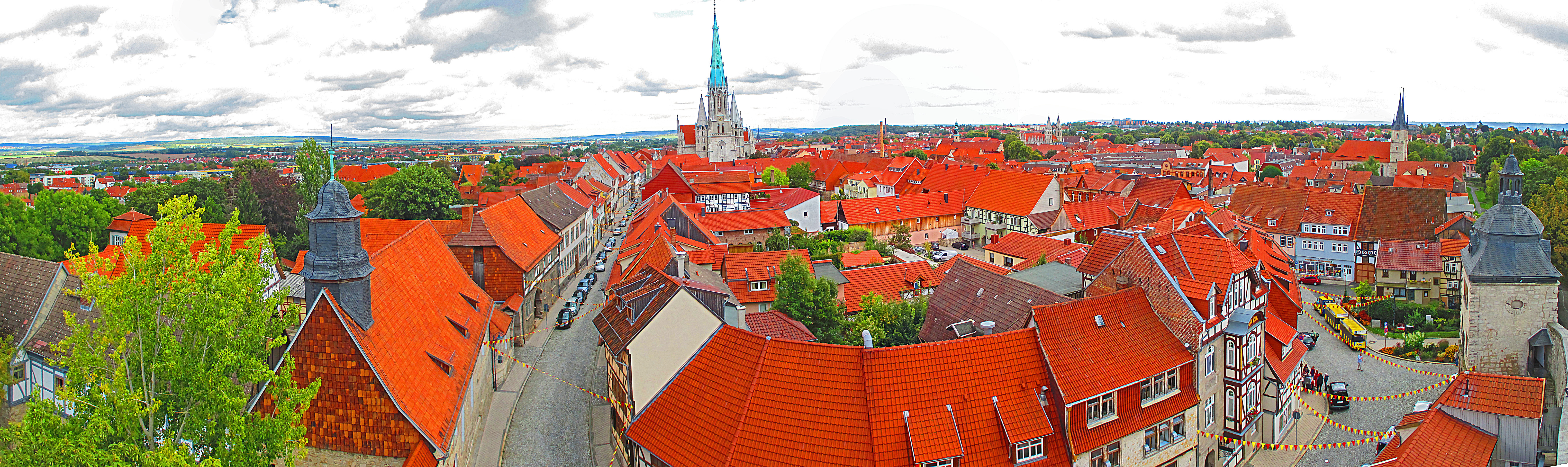
Panoramablick vom Rabenturm auf das Stadtzentrum

### Geographische Lage (Luftlinie)
| Göttingen (51 km) Heiligenstadt (29 km) 0  | Goslar (78 km) Leinefelde (22 km) 0         | Berlin (250 km) Nordhausen (40 km) 0 |
| Eschwege (28 km) Kassel (68 km)            | Kompassrose, die auf Nachbargemeinden zeigt | Sömmerda (46 km) Leipzig (135 km)    |
| Bad Hersfeld (65 km) Frankfurt/M. (175 km) | Eisenach (28 km) Meiningen (71 km)          | Erfurt (48 km) Rudolstadt (82 km)    |

Mühlhausen liegt in der Nähe eines von mehreren geographischen Mittelpunkten Deutschlands in Niederdorla, die sich primär im Nordwesten des Thüringer Beckens befinden. Das Stadtgebiet wird im Westen durch den Hainich und im Norden durch das Obereichsfeld begrenzt.

### Nachbargemeinden
Nachbargemeinden sind Unstruttal im Norden, Nottertal-Heilinger Höhen und Körner im Osten, Unstrut-Hainich und Vogtei im Süden sowie Dingelstädt und Südeichsfeld im Westen.

### Stadtgliederung
Die Stadt besteht aus den Ortsteilen:
- Mühlhausen/Thüringen, seit Umbenennung am 2. Mai 1991
- Bollstedt, Eingemeindung am 1. Januar 2019
- Eigenrieden, Eingemeindung am 1. Januar 2024[7]
- Felchta, Eingemeindung am 30. Juni 1994
- Görmar, Eingemeindung am 30. Juni 1994
- Grabe, Eingemeindung am 1. Januar 2019
- Hollenbach, Eingemeindung am 1. Januar 2023[8]
- Höngeda, Eingemeindung am 1. Januar 2019
- Saalfeld, Eingemeindung am 8. März 1994
- Seebach, Eingemeindung am 1. Januar 2019
- Windeberg, Eingemeindung am 1. Juni 1992

### Klima
Die nächste Wetterstation mit längerer Messreihe befindet sich etwa 3 km nordöstlich von Mühlhausen im Ortsteil Grabe. Sie liefert zumindest für die in Randlage des Thüringer Beckens gelegenen östlichen Stadtteile von Mühlhausen vergleichbare Werte. Mit 8,7 °C Jahresmitteltemperatur und 565 mm durchschnittlichem Jahresniederschlag ist das Klima von Grabe relativ warm, aber bereits trocken. Mit Annäherung an den Hainich an Mühlhausens Westrand sind deutlich geringere Jahresmitteltemperaturen sowie höhere Jahresniederschlagssummen zu erwarten.
Am Morgen des 10. Februar 2021 verzeichnete die Wetterstation mit minus 26,7 Grad einen neuen Stationsrekord und den deutschlandweit tiefsten Jahreswert 2021.

## Geschichte

### Anfänge bis 1400

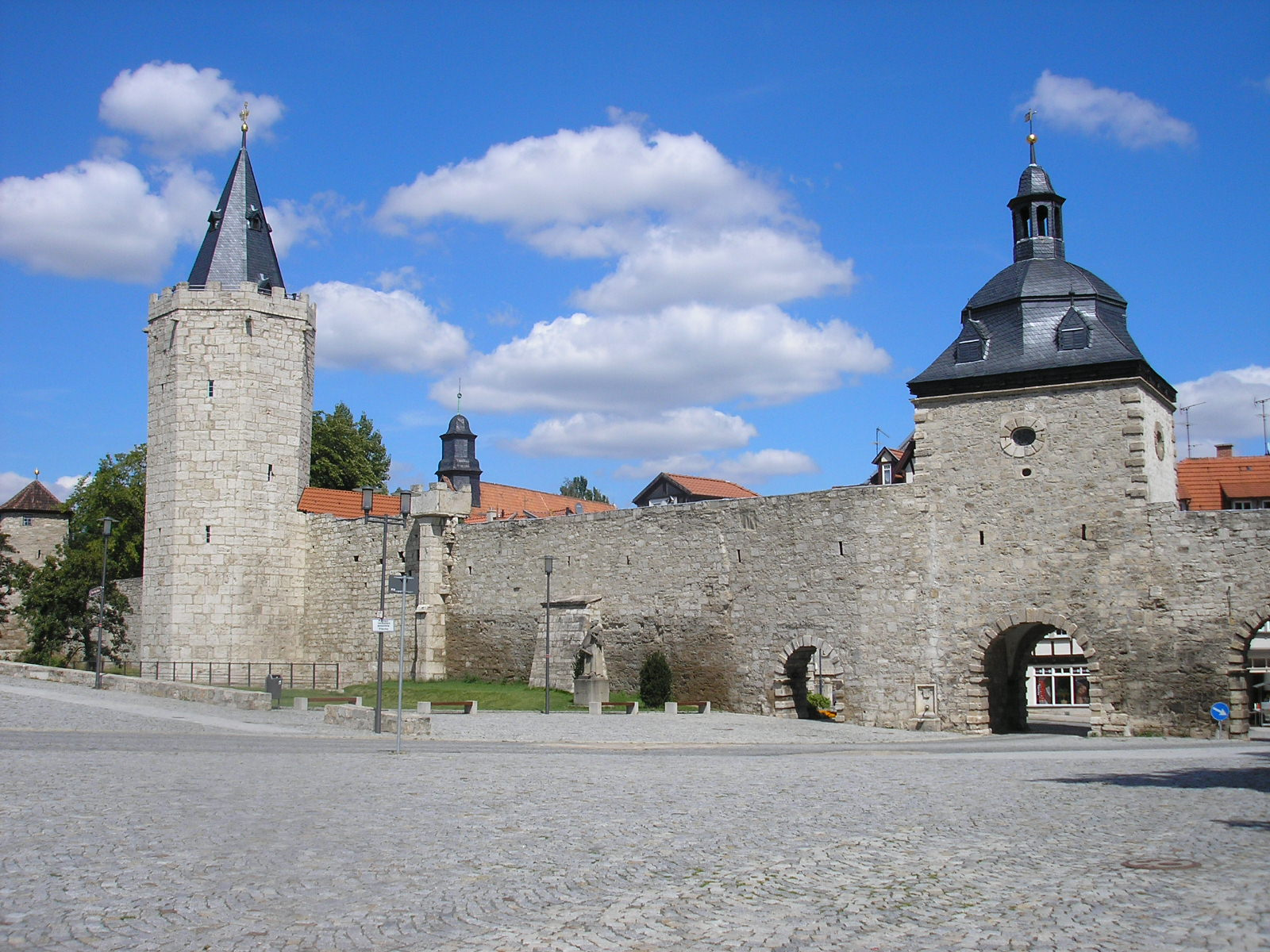
Stadtmauer mit Innerem Frauentor von Westen gesehen

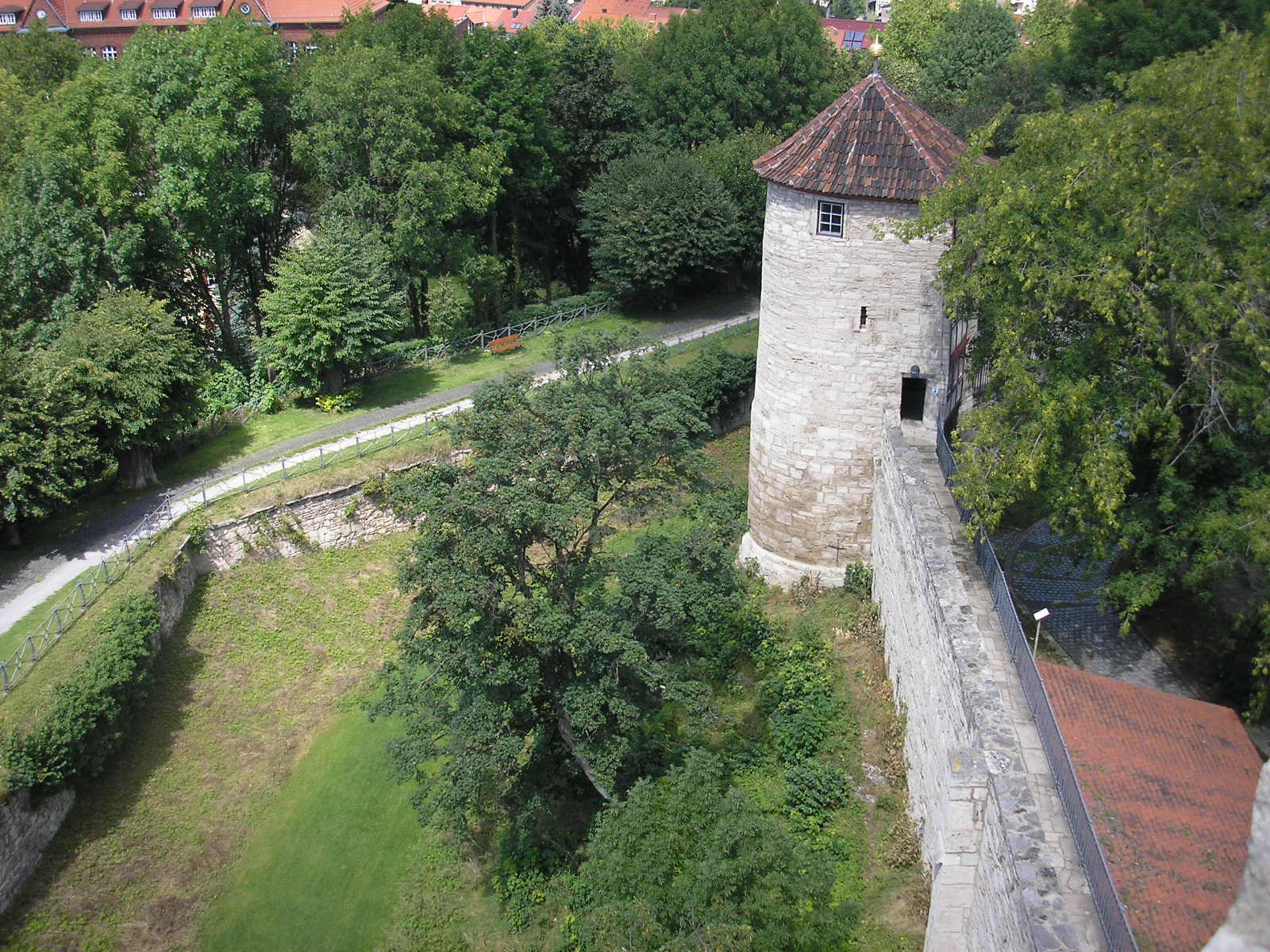
Stadtmauer und Wehrgraben

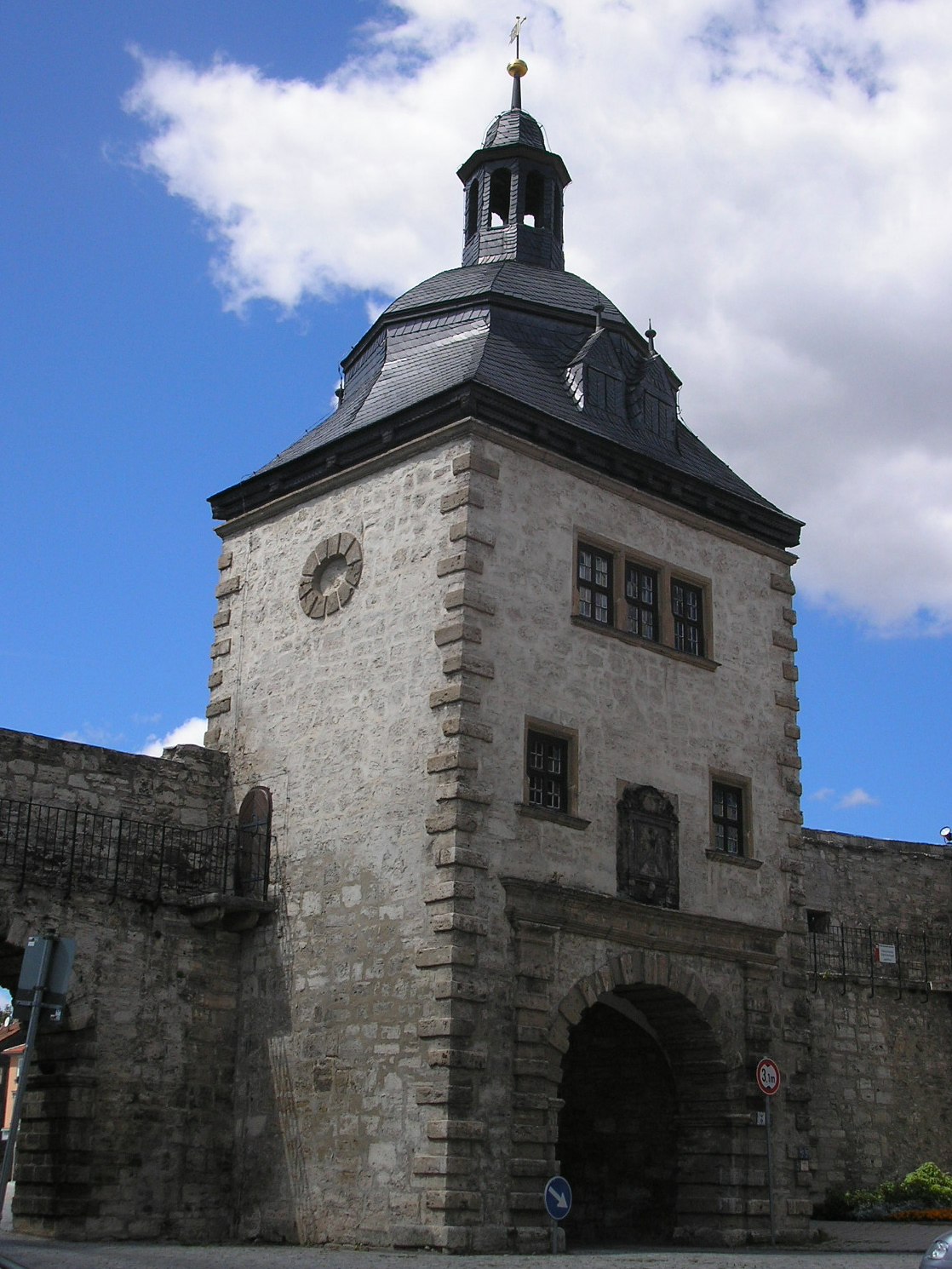
Frauentor (innen)

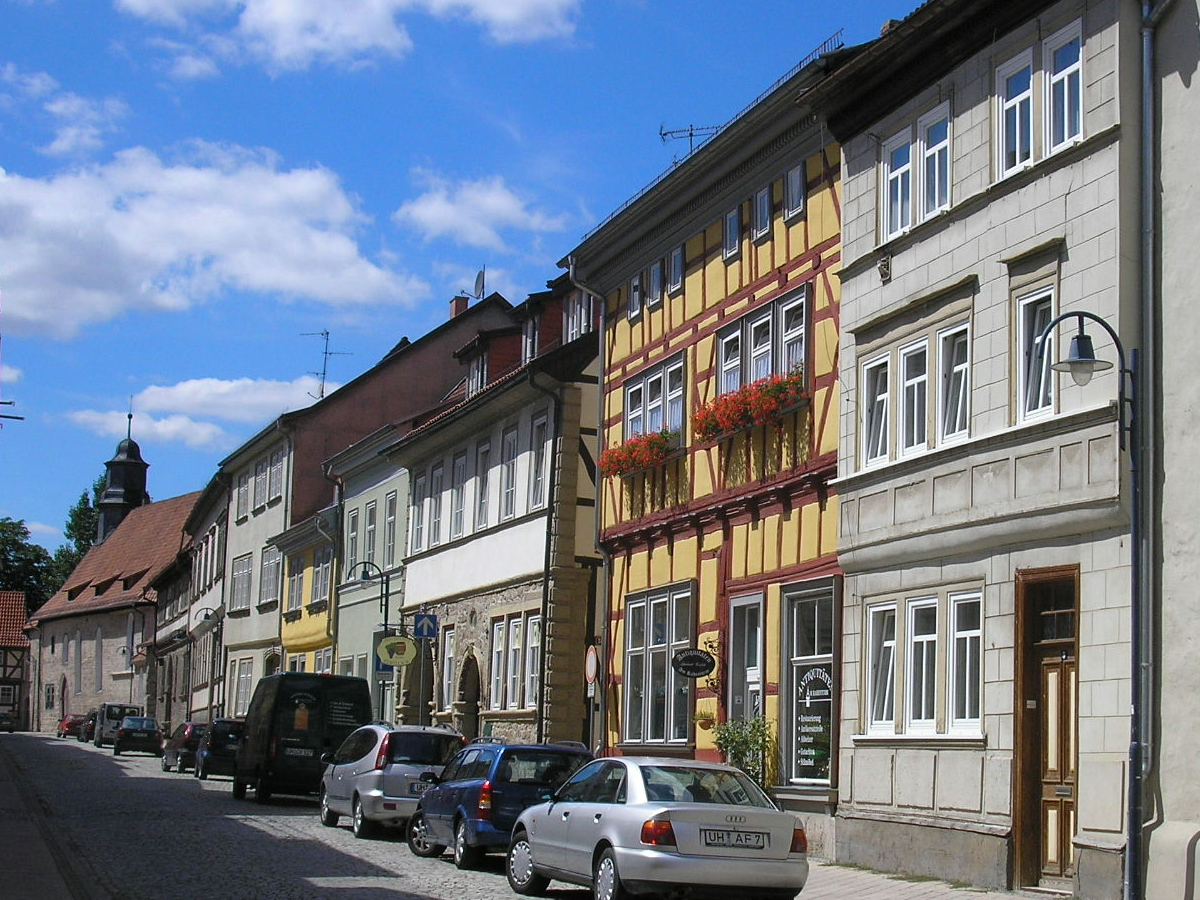
In der Oberstadt, Holzstraße

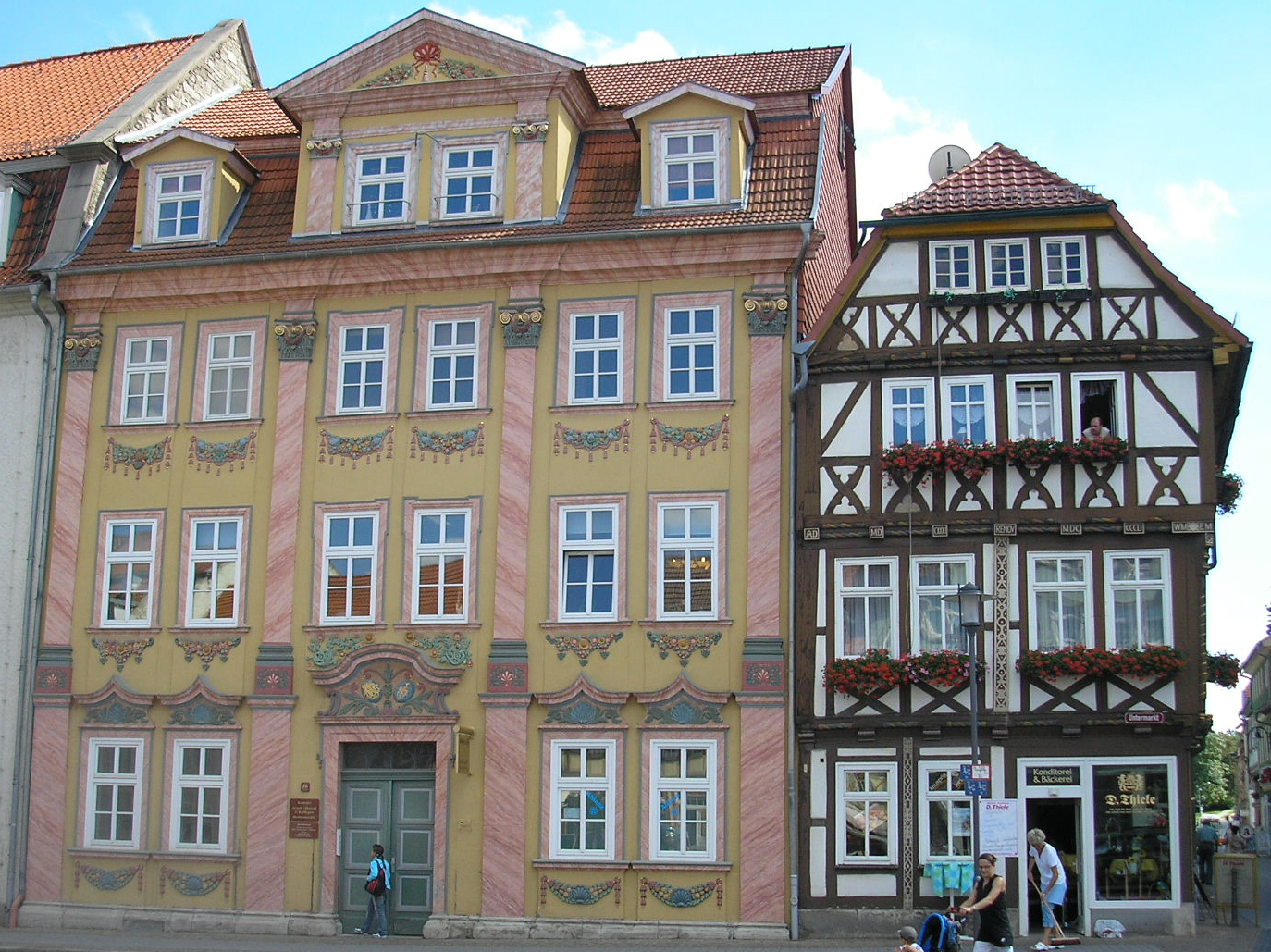
Häuser am Untermarkt

Die geologischen Bedingungen an der fruchtbaren Unstrutniederung boten eine Voraussetzung für ein gut besiedelbares Areal, was archäologische Funde bereits aus der Jungsteinzeit bestätigen. Sie zeigen auch, dass der Ort zur Zeit des Thüringer Königreichs zwischen 400 und 531 kulturell und politisch bedeutsam gewesen sein kann. Insbesondere wird mit den Funden eine sagenhafte Erzählung verknüpft, nach der Attila der Hunnenkönig auf dem Zug von Ungarn nach Frankreich im Jahre 451 auf der Burg Mulhus wohnte und zu Ehren des Ritters Georg eine Kirche erbauen ließ. (Der latinisierte Name Mühlhausens lautete später Mulhusinus.)
Mit dem Sieg der Franken über das thüringische Germanenreich im Jahre 531 begann die Staatskolonisation, die in der endgültigen Unterwerfung der Thüringer zu Beginn des 8. Jahrhunderts gipfelte. Gleichzeitig wurden die besetzten Gebiete missioniert und das Christentum hielt Einzug.
Im Jahre 967 wurde Mühlhausen erstmals urkundlich als mulinhuson durch Kaiser Otto II. erwähnt. Es war Zentrum eines bedeutenden Reichsgutbezirkes mit befestigtem Königshof, dessen Ursprünge bis in das Fränkische Reich Karls des Großen zurückreichen.
Im 11. Jahrhundert entstand die Altstadt (Marktsiedlung), im 12. Jahrhundert folgte die Neustadt um die Marienkirche unter Kaiser Friedrich I. Barbarossa. Im Jahr 1135 söhnte sich Kaiser Lothar III. in der erstmals so bezeichneten „villa regia“ Mühlhausen endgültig mit Konrad von Staufen aus. Im gleichen Jahr erhielt Mühlhausen als erster Ort in Thüringen die Stadtrechte. Heinrich der Löwe eroberte Mühlhausen, das sich zu einem bedeutenden Zentrum der Reichsgewalt entwickelt hatte, im Jahre 1180.
Um 1200 wurde die Stadtmauer um die Innenstadt (49 Hektar) mit sieben Doppeltoren und 38 Wehr- und Kanzeltürmen und einer Länge von 2,7 Kilometern erbaut. Mühlhausen erhielt zu Anfang des 13. Jahrhunderts Münz- und Zollrecht. Gegen die Burg, die ein königlicher Burggraf verwaltete, schloss sich die Stadt in der gleichen Zeit durch Mauern ab. Um 1220 wurde das Mühlhäuser Reichsrechtsbuch nach des Reiches Recht, das älteste Stadtrechtsbuch in deutscher Sprache, aufgezeichnet. Es wurde auch für die Reichsstadt Nordhausen geltendes Recht. Das Jahr 1251 markiert eine bedeutende Wegmarke auf dem Weg Mühlhausens zur Reichsstadt. Am Freitag vor Palmsonntag des Jahres 1251 wehrten die Mühlhäuser Bürger einen feindlichen Angriff ab und sicherten damit die staufische Stadtherrschaft. Daraufhin privilegierte König Konrad IV. Mühlhausen, was die Durchsetzung einer Ratsverfassung und den Ausbau städtischer Selbstverwaltung befördert hat. Weitere Etappen auf dem Weg zur Freien Reichsstadt waren die Zerstörung der Reichsburg im Stadtraum durch die Bürger im Jahr 1256 und  die Anerkennung des im Inneren durchgesetzten Verfassungswandels durch König Rudolf von Habsburg im Jahr 1290.
Kaiser Karl IV. bestätigte die Reichsfreiheit der Stadt. Das gesamte Territorium der Stadt wurde durch eine zweite Befestigung, den Landgraben, mit zahlreichen Warten umschlossen. Mitte des 14. Jahrhunderts erhielten die Zünfte eine Vertretung im Rat. Die Reichsstadt Mühlhausen war seit 1286 Mitglied der Hanse. Die Stadt erwarb 60 umliegende Dörfer, sie baute viele Bürgerhäuser und 14 Kirchen. Letztere wurden fast alle vom Deutschen Ritterorden errichtet.
Die Reichsstadt Mühlhausen konnte bereits während des 13. Jahrhunderts ihre wirtschaftliche und politische Bedeutung im hessisch-thüringischen Grenzland an der Werra ausbauen. Damit geriet sie, wie auch die benachbarte Vogtei Dorla immer häufiger in Auseinandersetzungen mit den Territorialmächten – den thüringischen Landgrafen und später auch den hessischen Landgrafen sowie dem Erzbistum Mainz. Die in Mühlhausen und Umgebung verbreitete Sage der Blinden Hessen berichtet, dass die Stadt von einer hessischen Streitmacht und von Eichsfelder Raubrittern angegriffen werden sollte, die Mühlhäuser aber mit einer List die Hessen in die Flucht schlagen konnten.
Im Jahre 1292 wurde die Breitsülze, ein an der Stadt entlang fließender Bach, in einem künstlichen Bachlauf zur Wasserversorgung in die Oberstadt geleitet. Dies war für mittelalterliche Verhältnisse ein ingenieurtechnisches Meisterwerk. Der Bach wurde in einem Graben von 5350 Metern Länge mit einem Gefälle von nur 0,33 Millimeter pro Meter in die Oberstadt geleitet. Die Pläne für dieses Bauvorhaben stammen von einem Mönch, der der Sage nach einen Pakt mit dem Teufel geschlossen hatte und kurze Zeit nach der Fertigstellung verschwand.

### 1400 bis 1600
Im Jahre 1430 trat Mühlhausen gemeinsam mit Erfurt und Nordhausen, mit diesen beiden Städten seit 1310 im Thüringer Dreistädtebund vereinigt, dem starken Goslarer Bund innerhalb der Hanse bei. Mühlhausen blühte wirtschaftlich weiter auf. Bereits 1247 waren Mühlhäuser Tuche durch den Hamburger Zoll gegangen. Flämische und wallonische Zuwanderer brachten neue Kenntnisse und Fertigkeiten in der Wollweberei, Tuchmacherei und Leineweberei mit. „Mühlhäuser Laken“ wurden ein Begriff. Waidanbau, -verarbeitung und -handel und der Handel mit Tuchen bis in ferne Länder spielten eine große Rolle. Mit Wanfried hatte Mühlhausen sogar einen Hafen: Die Waren wurden dorthin auf dem Landweg geschafft und dann weiter mit Schiffen werra- und weserabwärts. Ende des 15. Jahrhunderts hatte Mühlhausen 10.000 Einwohner und war damit eine der größten Städte Deutschlands. Mühlhausen verstand es auch geschickt, die ständige Geldverlegenheit der Kaiser zu nutzen, und dehnte seine enge Stadtflur immer mehr aus. Der Stern von Mühlhausen begann mit der Abnahme der Bedeutung der Färberpflanze Waid und mit dem Aufkommen von Leipzig als Handelsstadt zu sinken. Neue Handelswege führten weiträumig um Mühlhausen herum.
Mit dem Bauernkrieg im Jahre 1525 wurde Mühlhausen durch den Prediger Thomas Müntzer und seinen Mitstreiter Heinrich Pfeiffer zum Zentrum von deren radikalreformatorischer Bewegung: „Die Macht soll gegeben werden dem gemeinen Volk“. Die „Mühlhäuser elf Artikel“ und ein „Ewiger Rat“ sollten die Herrschaft von Patriziern und Adel in der Stadt für immer beenden. Mühlhäuser Bürger nahmen auch an der Schlacht bei Frankenhausen 1525 teil. Nach der Niederlage der Bauern wurde Thomas Müntzer vor den Toren der Stadt hingerichtet. Heute erinnert ein Denkmal am letzten erhalten gebliebenen Stadtmauertor, dem Frauentor, an ihn. Die Stadt hatte schwere Straf- und Entschädigungszahlungen zu leisten und verlor ihre Dörfer. Sie ging vorübergehend auch ihrer Reichsfreiheit verlustig; die Fürsten von Sachsen und Hessen wurden Schutzherren. Diese waren protestantisch geworden, und auch Mühlhausen nahm die Reformation an. Nach 1525 war Mühlhausen auch eines der Zentren der mitteldeutschen Täuferbewegung, die zum Teil auch noch von Thomas Müntzer mitgeprägt gewesen war. 1548 konnte unter Kaiser Karl V. eine neue Reichsfreiheit ausgehandelt werden. 1565 zählten 21 Dörfer mit insgesamt 949 Mann Bevölkerung zum Besitz der Reichsstadt. Der Rat zu Mühlhausen unterzeichnete die lutherische Konkordienformel von 1577. Durch den Ankauf der Liegenschaften des Deutschen Ritterordens (1599) erwarb die Stadt einen großen Grundbesitz (insgesamt 220 km²).

### 1600 bis 1914

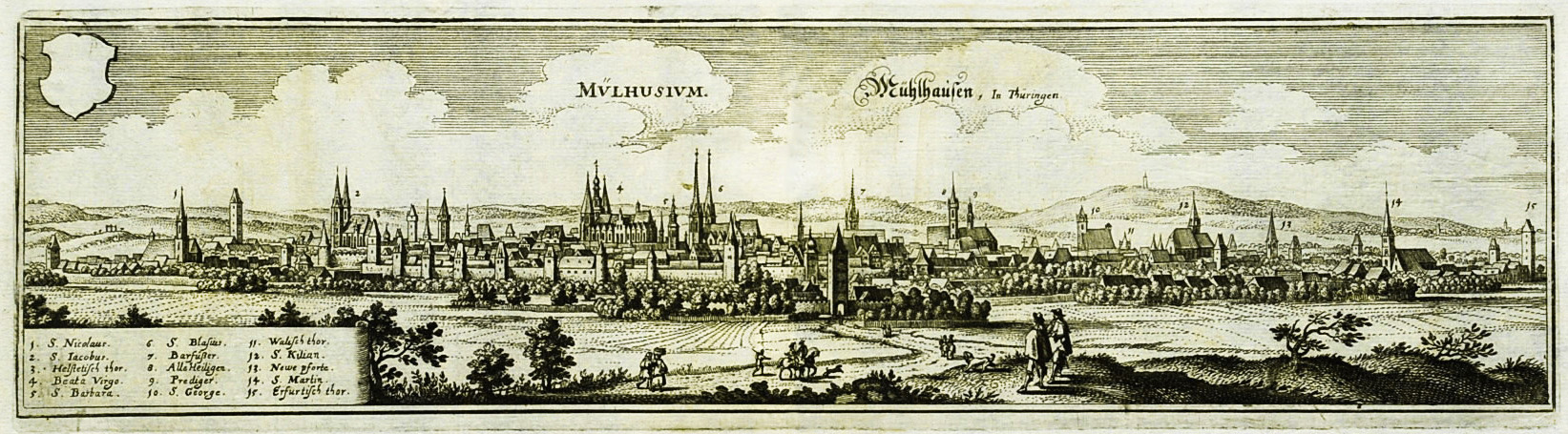
Mühlhausen. Kupferstich von M. Merian

Auf dem Fürstentag zu Mühlhausen im März 1620 gab der Kurfürst Johann Georg I. von Sachsen die Sache der Protestantischen Union preis und erklärte sich mit den rheinischen Erzbischöfen für den Kaiser. Für das Verschontbleiben von der Zerstörung im Dreißigjährigen Krieg hatte Mühlhausen mit 1,75 Millionen Gulden schwer zu zahlen. Die Steuern wurden erheblich erhöht, eine allgemeine Verarmung trat ein. Die Bevölkerungszahl von Mühlhausen sank auf die Hälfte. Die umliegenden Dörfer wurden geplündert und abgebrannt, ihre Bürger flohen in den Schutz der Stadtmauern. Großbrände 1649 und 1689 sowie der Siebenjährige Krieg verminderten ebenfalls die Leistungskraft der Stadt. Bedeutende Mühlhäuser Bürger verließen die Stadt, so Gottfried Christoph Beireis und Wilhelm Gottlieb Tilesius von Tilenau. Die damals nach Mühlhausen gelangte Magdeburger Blutbibel gibt ein beredtes Zeugnis jener dramatischen Zeit.

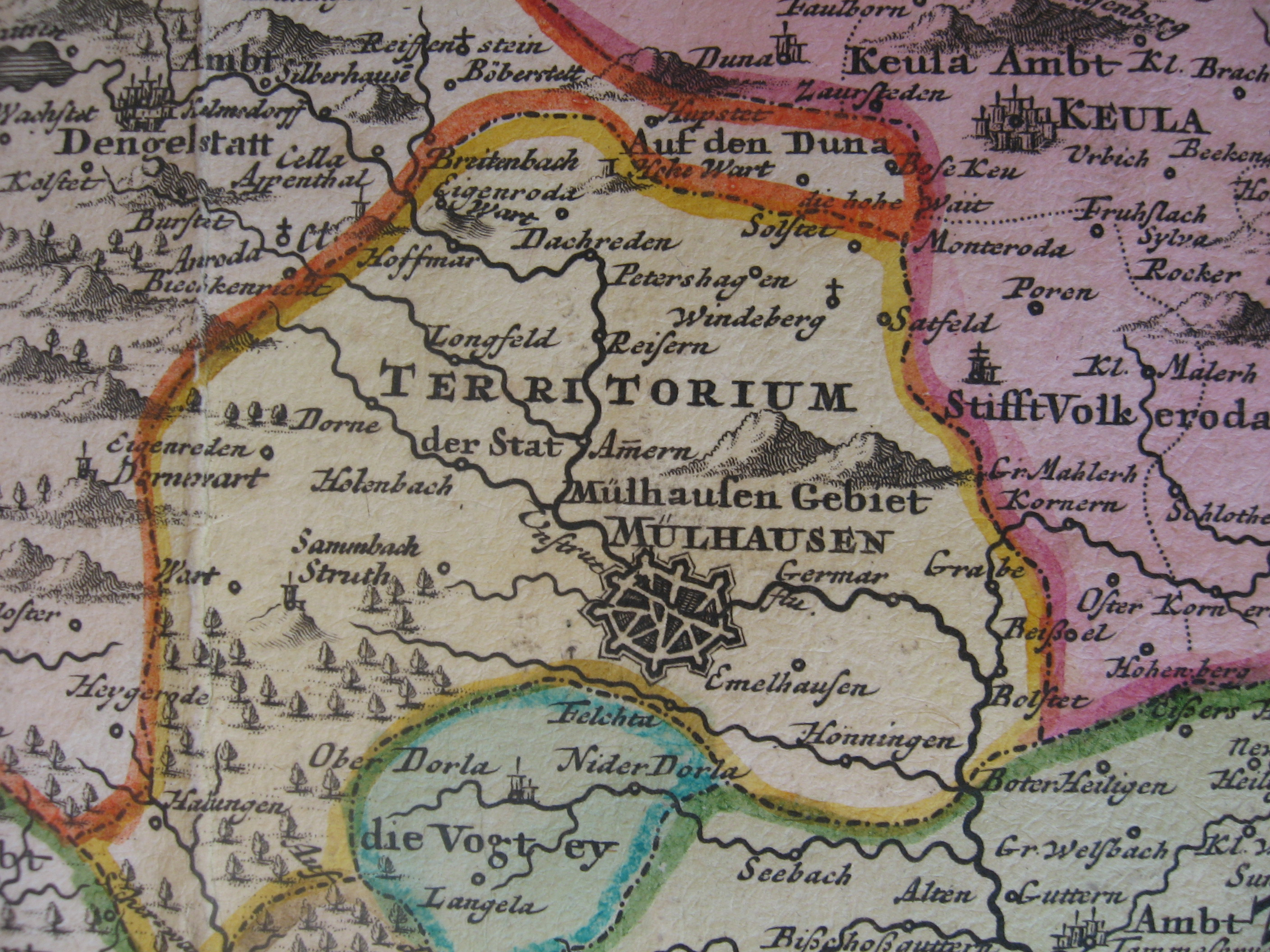
Das Gebiet der Freien Reichsstadt Mühlhausen um 1725

Vom 16. bis zum 18. Jahrhundert erlebte Mühlhausen eine Blüte der Kirchenmusik. 1707/1708 war Johann Sebastian Bach Organist an der Hauptkirche Divi Blasii (Sankt Blasius). Zum Ratswechsel am 4. Februar 1708 entstand die Kantate Gott ist mein König (BWV 71).
Am 5. August 1802 endete durch das Einrücken preußischer Truppen die Reichsfreiheit und Mühlhausen kam mit seinem Umland an das Königreich Preußen. 1807 wurde die Stadt in das von Napoleon geschaffenen Königreich Westphalen eingegliedert. Während die Stadt Mühlhausen den Kanton Mühlhausen bildete, kam der Großteil der zur ehemaligen Freien Reichsstadt gehörigen Orte zum Kanton Dachrieden, einige Orte gehörten zu den Kantonen Dorla und Dörna. 1815 kam Mühlhausen und sein Umland wieder zu Preußen als Teil der Provinz Sachsen. Diese Eingliederung in ein größeres Territorium bot neue wirtschaftliche Möglichkeiten.
1831 wanderte der gebürtige Mühlhäuser Johann August Röbling in die USA aus und entwarf dort die größte Drahtseilhängebrücke der Welt, die Brooklyn Bridge in New York. Die Konstruktion wurde von 1870 bis 1883 durch seinen Sohn Washington Augustus Roebling ausgeführt.
1861 wurde Mühlhausen an das Telegrafennetz angeschlossen. 1870 wurde die Bahnstrecke Gotha–Leinefelde in Betrieb genommen und der Bahnhof eingeweiht. 1897 folgte die Bahnstrecke Ebeleben–Mühlhausen. 1882 wurde ein neues Postamt eingeweiht, 1887 wurde Mühlhausen an das Telefonnetz angebunden, 1895 wurde das Wasserwerk eröffnet. 1898 wurde ein Elektrizitätswerk errichtet und die Straßenbahn Mühlhausen nahm ihren Betrieb auf. Von 1897 bis 1899 wurde das Städtische Krankenhaus gebaut. 1892 schied Mühlhausen aus dem Landkreis Mühlhausen i. Th. aus und bildete einen eigenen Stadtkreis.
In den Konjunkturphasen wuchsen in Mühlhausen besonders die Textilherstellung, die metallverarbeitende und die Tabak-Industrie. Wirtschaftlicher Fortschritt ging einher mit einem Bevölkerungswachstum, im Jahr 1900 war die Bevölkerung auf über 33.000 Einwohner angestiegen. Es folgte der Bau neuer Schulen und die Einrichtung eines Lehrerseminars. Im Jahre 1900 wurde die Marienkirche mit kaiserlicher Unterstützung durch den Bau des höchsten Kirchturms Thüringens komplettiert. 1907 eröffnete das erste Lichtspieltheater, 1914 wurde das Rathaus erneuert und erweitert. Für die seit 1876 bestehende Reichsbank-Nebenstelle wurde 1911–1912 ein Neubau errichtet. 1910–1917 wurde die Provinzialheilanstalt Pfafferode gebaut.

### 1914 bis 1945

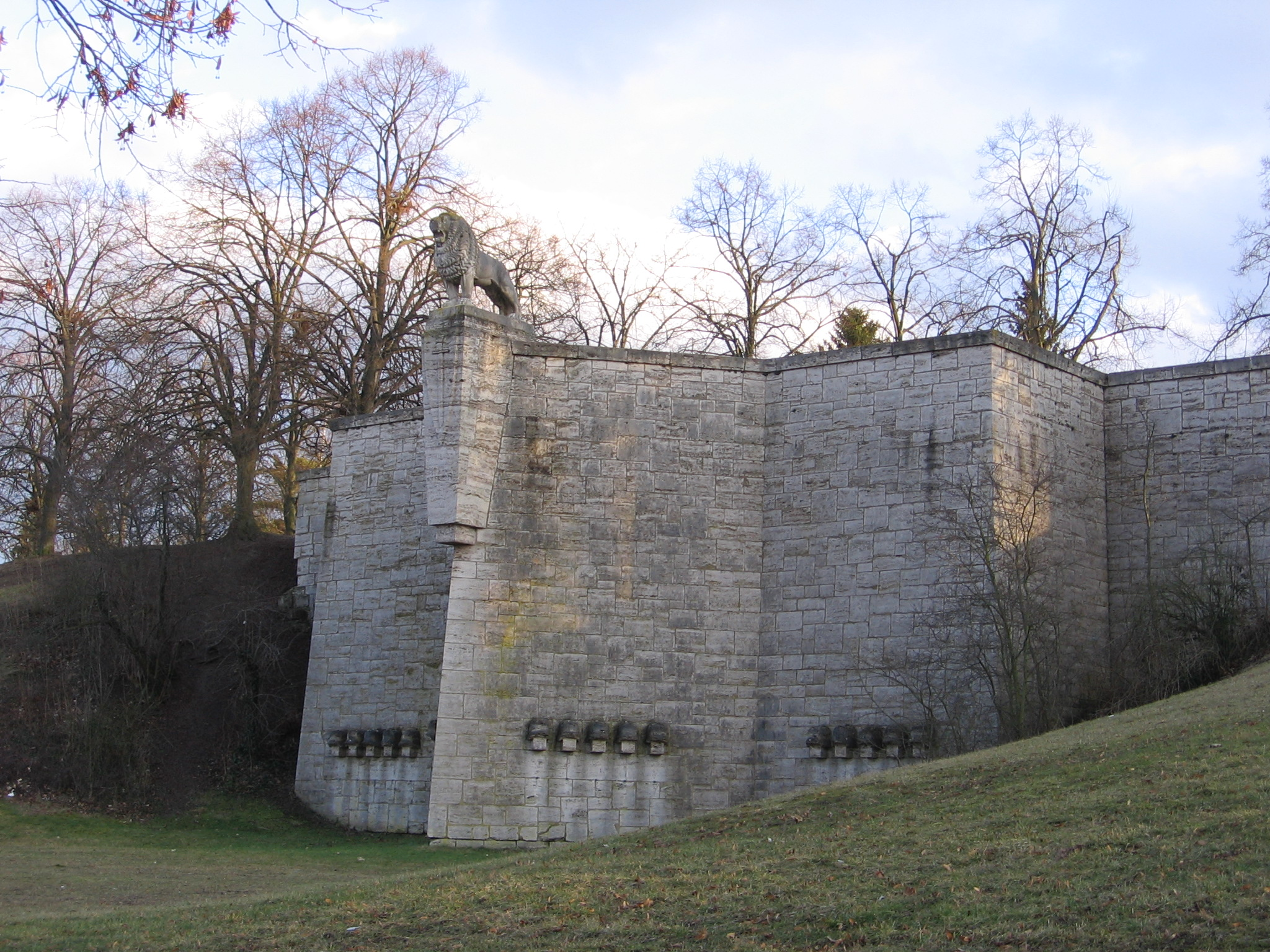
Kriegerdenkmal „Der Löwe“ am Stadtberg

Im Ersten Weltkrieg verzeichnete Mühlhausen 1.300 Gefallene und Vermisste. An der Novemberrevolution 1918 beteiligten sich die Einwohner relativ wenig, nur an einigen Tagen mit Kundgebungen auf dem Blobach und Umzügen durch die Stadt. Es folgten die Hyperinflation Anfang der 1920er-Jahre, Notgeld, Verarmung, Firmenzusammenbrüche, über 5000 Arbeitslose, Wohnungsnot und schwere Spannungen zwischen den politischen Parteien der Weimarer Republik. Nach 1923 gab es eine gewisse Konsolidierung. Der Stadtberg wurde mit Wohnhäusern bebaut und als „Erwerbslosensiedlung“ die Sachsen-Siedlung errichtet. Das Landeskrankenhaus Pfafferode wurde baulich erweitert. 1928 errichtete die Stadt das Denkmal für die Gefallenen des Ersten Weltkriegs (Der Löwe). 1928/29 wurde der Neue Stadtfriedhof mit modernem Krematorium in Funktion genommen. Der Gerichtsbau am Untermarkt erhielt 1929–1931 seine heutige Gestalt.
Mit der Machtübernahme der NSDAP Anfang 1933 musste der nicht systemkonforme Bürgermeister Hellmut Neumann abtreten. Am 20. Mai 1933 wurden auf dem Blobach Bücher verschiedener deutscher Schriftsteller verbrannt. Mühlhausen wurde zum „Notstandsgebiet“ erklärt und mit öffentlichen Bauten und Unterstützung von Privatbauten gefördert. Im Zuge der Aufrüstung der Wehrmacht wurde Mühlhausen 1935 Standort einer Garnison. Im gleichen Jahr konnte eine neue große Kreissparkasse übergeben werden. Unter den Neubauten überwogen aber Kasernen und die Rüstungsindustrie wie in der Mackensenstraße 75 (heute Friedrich-Naumann-Straße) ein Werk der C. Lorenz AG zur Herstellung von Funkgeräten für die Wehrmacht. Das Berliner Unternehmen richtete zusätzlich 1937 in der ehemaligen Zigarren-Fabrik Franz Riebel, Eisenacher Str. 40, eine Fertigung von speziellen Elektronenröhren für militärische Geräte ein. In Planung befand sich ein Anschluss zu dem im Aufbau befindlichen Netz der Reichsautobahnen. Die Arbeitslosigkeit wurde durch die Baumaßnahmen, durch „freiwilligen Arbeitsdienst“ bzw. „Landjahrdienst“ und den 1936 auf zwei Jahre verlängerten Wehrdienst in der Wehrmacht abgebaut. Von 1934 bis 1943 wurden im Städtischen Krankenhaus 140 Menschen Opfer von Zwangssterilisationen.
Während der Novemberpogrome wurde in der Nacht vom 9. zum 10. November 1938 die Synagoge der jüdischen Gemeinde verwüstet und der Rabbiner durch Pistolenschüsse schwer verletzt. Am folgenden Morgen wurden 31 jüdische Männer festgenommen und in das KZ Buchenwald verschleppt. Das Gedenkbuch des Bundesarchivs für die Opfer der nationalsozialistischen Judenverfolgung in Deutschland (1933–1945) verzeichnet namentlich 63 jüdische Einwohner Mühlhausens, die zumeist deportiert, größtenteils ermordet und Opfer des Holocaust wurden.
Zwischen 1939 und 1944 starben in der Landesheil- und Pflegeanstalt Pfafferode 2.841 Patienten, die Sterberate stieg in diesem Zeitraum von 13,5 % auf 49,3 %. Von den Toten werden 1.976 als NS-Opfer der Aktion T4 und der Aktion Brandt zugerechnet. Seit 2000 erinnert im Foyer des heutigen Ökumenischen Hainich-Klinikums ein Gedenkstein an diese Opfer.

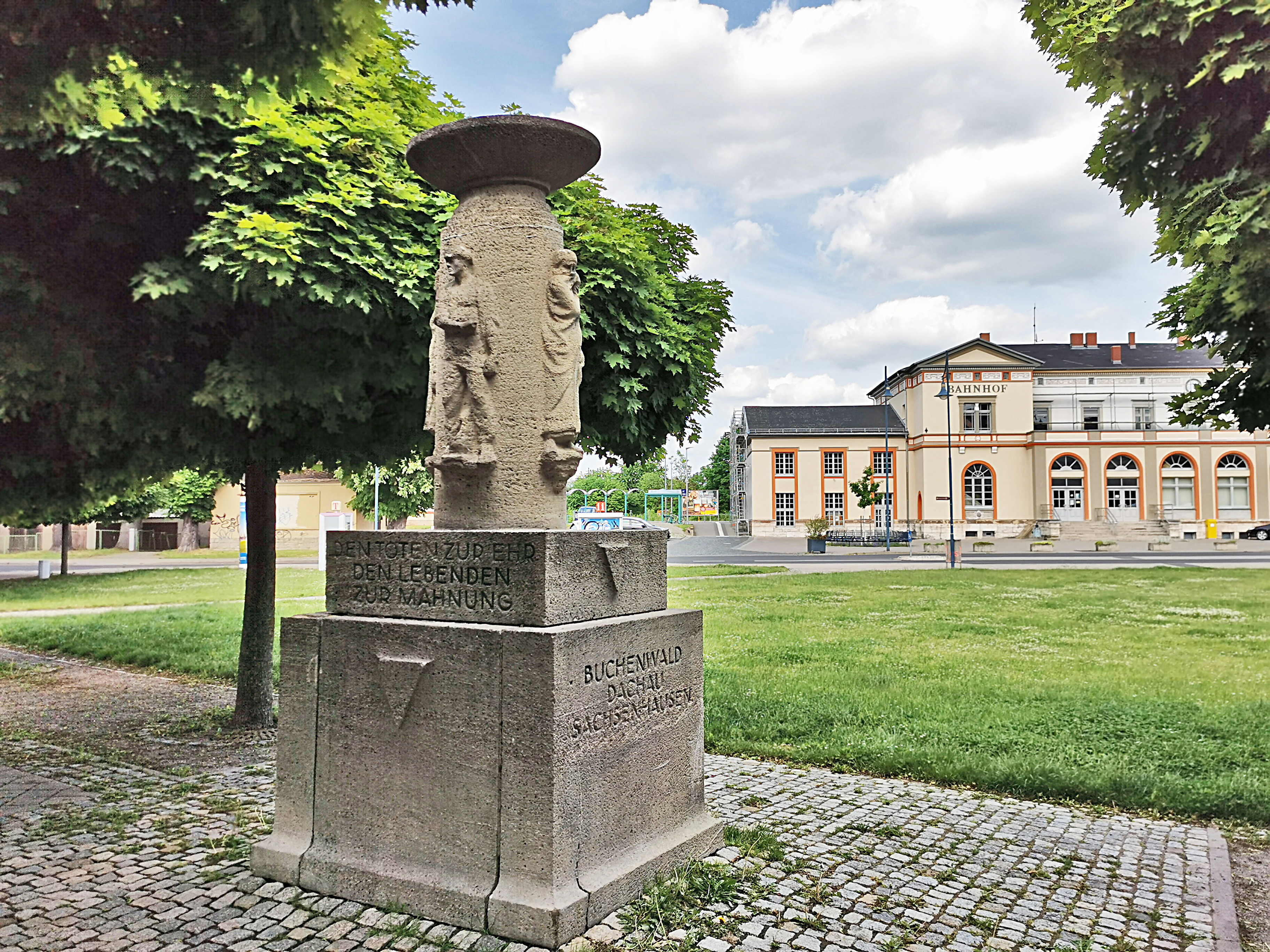
Mahnmal für die Opfer des Nationalsozialismus. Rechts im Hintergrund der Bahnhof

Am Stadtrand wurden 1944 die beiden Außenlager „Martha I“ und „Martha II“ des KZ Buchenwald eingerichtet. Die mehr als 1870 internierten Häftlinge wurden zur Arbeit in Rüstungsbetrieben (u. a. in der Gerätebau GmbH im Mühlhäuser Stadtwald) gezwungen.
Im Luftkrieg wurden am 11. September 1944 während eines amerikanischen Bomberangriffes auf Mühlhausen 24.500 kg Sprengbomben abgeworfen. 17 Wohnhäuser wurden zerstört, 22 beschädigt. Auch Industriebauten wurden getroffen, 17 Menschen starben. Bei einem Abwurf von fünf Sprengbomben am 13. September 1944 starben noch einmal 10 Mühlhäuser. Am 4. April 1945 nahmen Truppen der US-Armee die Stadt, deren Lazarette mit über 1000 Verwundeten belegt waren, kampflos ein. Am 7. April 1945 erfolgte ein Fliegerangriff der deutschen Luftwaffe auf Mühlhausen mit Splitterbombenabwürfen und Bordwaffenbeschuss. Dabei wurden zahlreiche Häuser beschädigt und mehrere Menschen getötet.

### 1945 bis 1990
Nach der Übergabe der Stadt an die Rote Armee am 5. Juli 1945 lag Mühlhausen in der Sowjetischen Besatzungszone (SBZ).

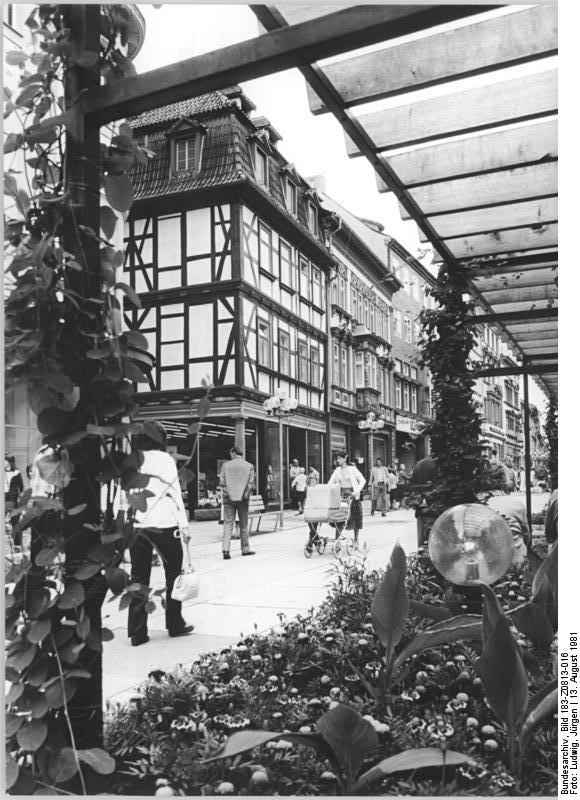
Straßenszene, 1981

Zwischen 1952 und 1990 lag Mühlhausen im Bezirk Erfurt und war Sitz des Kreises Mühlhausen.
Am 17. Juni 1953 demonstrierten auf dem Marktplatz der Stadt 3000 Menschen, überwiegend Bauern aus den Dörfern der Umgebung. Sie forderten eine Senkung des Abgabesolls, Aufhebung der Kollektivierungsmaßnahmen, die Beseitigung der Diskriminierung der Großbauern, aber auch „Gesamtdeutsche freie und geheime Wahlen“ sowie den „Wegfall der Sperrzonen“ an der innerdeutschen Grenze. Vor dem Gerichtsgebäude wurde die Freilassung inhaftierter Bauern verlangt, es kam zu handgreiflichen Auseinandersetzungen mit der KVP. Diese wurden erst durch das Erscheinen des sowjetischen Militärkommandanten mit 20 Soldaten beendet. Die Demonstration wurde abends aufgelöst und der Ausnahmezustand durch die Besatzungsmacht ausgerufen. Die DDR-Sicherheitsorgane übergaben 20 bis 25 festgenommene Personen an den Militärkommandanten.
1969 wurde die Mühlhäuser Straßenbahn stillgelegt und auf Busverkehr umgestellt. Zum 450. Todestag von Thomas Müntzer erhielt Mühlhausen 1975 den amtlichen Namenszusatz „Thomas-Müntzer-Stadt“. Im August 1976 fand in Mühlhausen die 26. Pugwash-Konferenz statt.
Von 22. Oktober 1989 bis Februar 1990 fanden von Versammlungen in Kirchen ausgehende politische Demonstrationen in Mühlhausen statt, auf denen zunächst die Demokratisierung der Verhältnisse und bald auch die deutsche Wiedervereinigung gefordert wurden. Im Dezember 1989 wurde eine Städtepartnerschaft mit Eschwege, 1990 mit Münster geschlossen. Im Mai 1990 erfolgten demokratische Kommunalwahlen. Die neu gewählte Stadtverordnetenversammlung fasste bereits im Juli den Beschluss zur sofortigen Beendigung der Abrissarbeiten in der historischen Altstadt, die als „einzigartiges Flächendenkmal“ erhalten und saniert werden sollte. Es liefen erste bauliche Sicherungsmaßnahmen an, unterstützt auch von der „Hessenhilfe für Thüringen“. Auch der Verein „Freunde Mühlhausens“ aus Münster half mit (Finanzierung des Pavillons auf der Stadtmauer). Straßen und Plätze erhielten ihre historischen Namen wieder. Die Großbetriebe der Stadt gerieten in Schwierigkeiten, es erfolgten Kündigungen und es gab auch Streiks wegen Gefährdung der Arbeitsplätze. Viele Anträge auf Reprivatisierungen wurden gestellt. Das Grenztruppen-Kommando löste sich im September 1990 auf, Mühlhausen wurde Bundeswehr-Garnison.

### 1991 bis heute
1991 brachte das Ende der Zeit als sowjetische Garnison. Im gleichen Jahr strich die Stadtverordnetenversammlung den Beinamen „Thomas-Müntzer-Stadt“ aus dem Stadtnamen und beschloss als offizielle Bezeichnung der Stadt Mühlhausen/Thüringen. Die Altstadterneuerung machte gute Fortschritte, ein Schwerpunkt war die Neugestaltung der Fußgängerzone Steinweg. Im Rahmen des Bundeswettbewerbs „Erhaltung des historischen Stadtraums in den neuen Bundesländern“ wurde Mühlhausen 1994 mit einer Bronzeplakette ausgezeichnet. Die Sanierung der Stadt lief und läuft erfolgreich weiter. Der Plattenbau Hotel Stadt Mühlhausen am Untermarkt wurde abgerissen. Am 9. November 1998 konnte die restaurierte Synagoge in der Jüdenstraße als Synagoge und Begegnungsstätte eingeweiht werden. 2001 wurde am Ort der Sowjetischen Militärtribunale am Untermarkt 17 (jetzt Amtsgericht) eine Gedenktafel enthüllt: „An diesem Ort wurden durch den sowjetischen Geheimdienst NKWD von 1945 bis 1948 Unschuldige eingekerkert und gefoltert. Viele wurden deportiert oder zum Tode verurteilt“.
Große Probleme der Stadt sind der Geburtenrückgang seit der Wende, die Deindustrialisierung, die Aufgabe des Militärstandortes und die mit dem Strukturwandel zusammenhängende Abwanderung und Alterung der Bevölkerung. Geblieben ist die Funktion als Versorgungs- und Dienstleistungszentrum. Mühlhausen weist eine hohe Einzelhandelsdichte auf.
Im Jahr 2005 trat Mühlhausen als erste deutsche Stadt dem Verein Deutsche Sprache bei. Im selben Jahr wählten sie die Leser der Deutschen Sprachwelt zum Sprachwahrer des Jahres.

### Wirtschaft
Die Lage an der Unstrut und mehreren ganzjährig fließenden Bächen erlaubte intensive Mühlenwirtschaft. Der Name der Stadt und das Mühleisen im Wappen verweisen darauf.
Um 1800 sind im engeren Stadtgebiet 19 Wassermühlen nachweisbar. Das Frischwasser war auch Voraussetzung für Woll-, Tuch- und Lederverarbeitung (Loh- und Weißgerber). In der Mitte des 19. Jahrhunderts gab es circa 50 lederverarbeitende Manufakturen. In Mühlhausen gefertigte Stoffe wurden u. a. von der international tätigen Großhandelsfirma Lutteroth in ganz Europa verkauft.
Im 19. Jahrhundert entwickelten sich hier ansässige Kleinunternehmen zu Industriebetrieben, so z. B. Stephan Lederwarenwerk (Fahrradsattel und Schulranzen), Binkebank & Hammer (Weberei), Claes & Flentje OHG (Nähmaschinen, Strickmaschinen, Fahrräder).
Nach dem Zweiten Weltkrieg entstanden durch Verstaatlichungen in den Jahren 1952 bis 1972 unter anderem folgende Volkseigene Betriebe:
- Textilindustrie: VEB Mülana („Obertrikotagen“), VEB Cottana (vorher: VEB Buntweberei Mühlhausen; ursprünglich: Binkebank & Hammer, Weberei), VEB Westthüringer Kammgarnspinnerei Mühlhausen, VEB Textilveredlungswerke Mühlhausen (entstanden aus Gebrüder Hecht KG, Textilveredlung, und Heinz Schüler, Garnveredlung), VEB Mühlhäuser Strickmoden (vorher Paul Schäfer Strickmoden KG)
- Schwerindustrie: VEB Möve-Werk (bis 1952 Walter & Co. GmbH; Zulieferer für Fahrzeugtechnik, z. B. an IFA), VEB Förderwagen und Beschlagteile, VEB Stehlagerwerk, VEB Kinderfahrzeuge ZEKIWA, VEB Spezialnähmaschinenbau (vorher Claes und Co. GmbH)

1952 wurde das VEB Röhrenwerk zur Produktion von Elektronenröhren gegründet. Das Werk wurde 1971 in VEB Mikroelektronik „Wilhelm Pieck“ Mühlhausen umbenannt und wurde Teil des Kombinats Mikroelektronik Erfurt. Seit dem Beginn der 1980er Jahre stellte der Betrieb elektronische Taschenrechner (darunter den einheitlichen Schultaschenrechner SR1) her. Später kam die Produktion der verbreitetsten Heimcomputer-Serie der DDR hinzu: die Kleincomputer KC 85/2-4.
Bis in die Mitte des 20. Jahrhunderts wurde im Stadtgebiet Travertin gebrochen.

### Einwohnerentwicklung
| Jahr | Einwohner |
| ---- | --------- |
| 1360 | 03.000    |
| 1419 | 09.075    |
| 1825 | 12.650    |
| 1850 | 13.706    |
| 1880 | 23.478    |
| 1885 | 25.141    |
| 1890 | 27.538    |
| 1895 | 30.115    |
| 1900 | 33.428    |
| 1910 | 35.091    |
| 1925 | 36.755    |
| 1933 | 39.367    |
| 1939 | 41.493    |
| 1946 | 48.013    |
| 1949 | 51.744    |

| Jahr | Einwohner |
| ---- | --------- |
| 1961 | 45.200    |
| 1970 | 46.135    |
| 1981 | 43.348    |
| 1985 | 43.286    |
| 1988 | 42.949    |
| 1994 | 40.544    |
| 1995 | 39.573    |
| 1996 | 39.154    |
| 1997 | 38.900    |
| 1998 | 39.030    |
| 1999 | 39.186    |
| 2000 | 38.695    |
| 2001 | 38.360    |
| 2002 | 37.661    |
| 2003 | 37.895    |

| Jahr | Einwohner |
| ---- | --------- |
| 2004 | 37.855    |
| 2005 | 37.285    |
| 2006 | 36.874    |
| 2007 | 36.560    |
| 2008 | 36.210    |
| 2009 | 36.100    |
| 2010 | 35.978    |
| 2011 | 33.395    |
| 2012 | 33.235    |
| 2013 | 33.077    |
| 2014 | 33.207    |
| 2015 | 34.552    |
| 2016 | 33.214    |
| 2017 | 33.127    |
| 2018 | 33.135    |

| Jahr | Einwohner |
| ---- | --------- |
| 2019 | 36.090    |
| 2020 | 35.799    |
| 2021 | 35.797    |
| 2022 | 36.226    |
| 2023 | 37.146²   |

² Durch Eingemeindung des Ortsteils Eigenrieden (ehemals Rodeberg).

## Politik

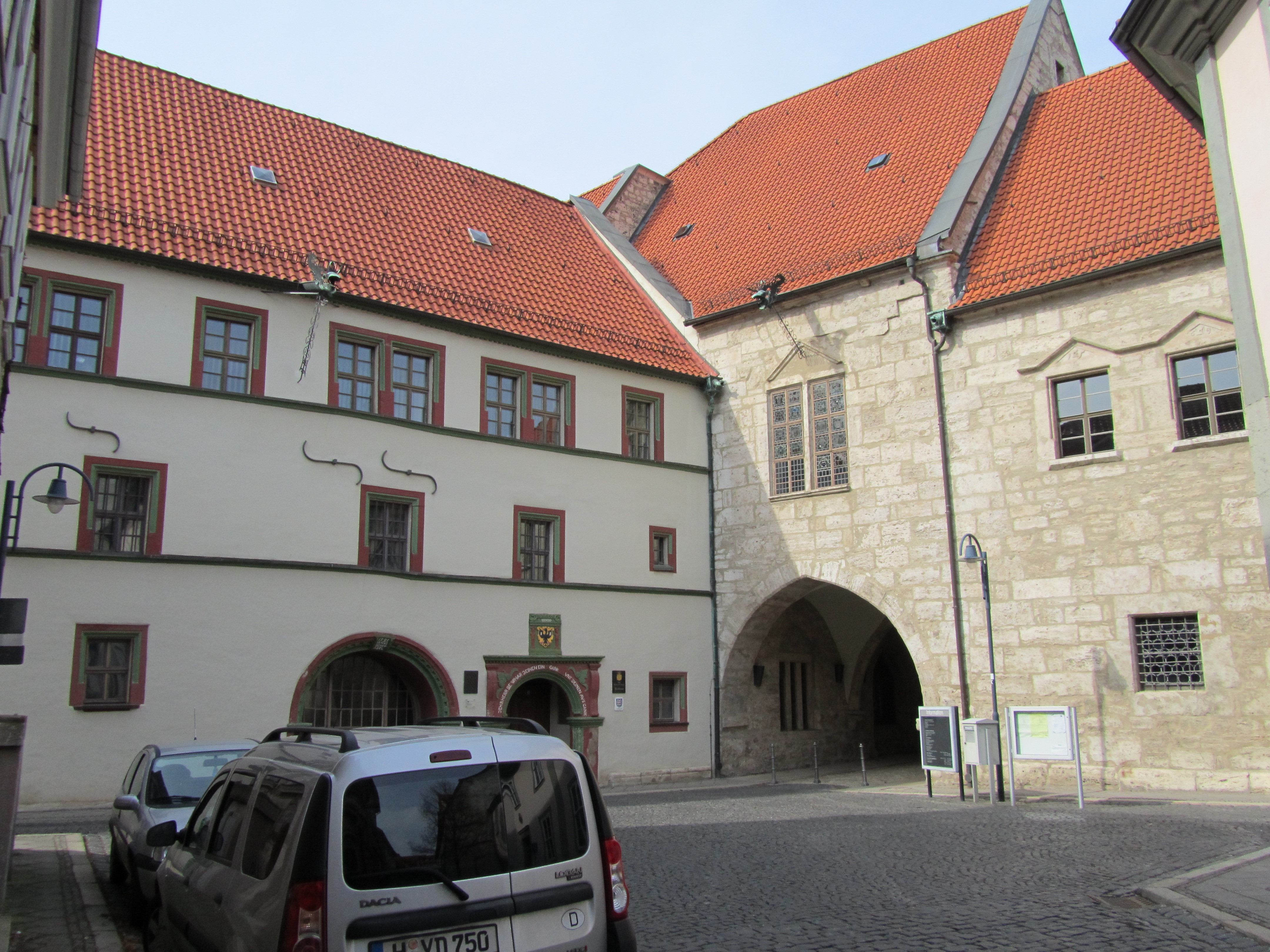
Rathaus

### Stadtrat und Oberbürgermeister
Der Stadtrat Mühlhausens besteht aus 36 Stadträten und dem Oberbürgermeister. Die Sitzverteilung stellt sich seit der Kommunalwahl vom 26. Mai 2024 wie folgt dar:
| SPD                        | 9 Sitze (2019: 6) |
| CDU                        | 7 Sitze 0(7)      |
| AfD                        | 7 Sitze 0(5)      |
| FWG                        | 5 Sitze 0(3)      |
| Bürgerliste für Mühlhausen | 4 Sitze 0(7)      |
| LINKE                      | 2 Sitze 0(4)      |
| GRÜNE                      | 1 Sitz 0(3)       |
| FDP                        | 1 Sitz 0(1)       |

Der Oberbürgermeister Johannes Bruns (SPD) wurde am 22. April 2012 im ersten Wahlgang mit 53,3 % der abgegebenen Stimmen gewählt. Im April 2018 wurde er mit 62,7 % im Amt bestätigt. Bei der Kommunalwahl 2024 konnte er sich erneut (mit 50,6 %) die Wiederwahl im ersten Wahlgang sichern.

### Wappen, Flagge und Logo
Das Stadtwappen von Mühlhausen in Thüringen wird als kleines Wappen (Schild) und großes Vollwappen geführt.
| Großes Stadtwappen (Prunkwappen) | Blasonierung: „Geteilt von Gold und Rot, oben ein wachsender, schwarzer, rotbewehrter und -bezungter Adler, unten ein silbernes Mühleisen. Auf dem goldenen Spangenhelm mit rot-goldenen Decken eine steinbesetzte, goldene Dreiblattkrone und zwei silberne Büffelhörner, außen mit je sechs dreiblättrigen grünen Lindenzweigen besteckt.“ |
| Großes Stadtwappen (Prunkwappen) | Wappenbegründung: Der Adler verweist auf den Status der Stadt als Reichsstadt, und das Mühleisen auf den Namensursprung der Stadt. Die Farbpaarung silber-rot im unteren Teil des Wappens ist auf den jahrhundertelangen Einfluss des Erzbistums Mainz zurückzuführen.                                                                       |

Als Flagge führt die Stadt Mühlhausen die Farben Rot und Gold, mittig das kleine Stadtwappen (Wappenschild).
Seit 2013 symbolisiert das neue Stadtlogo den Umriss von Altstadt und Stadtmauer.

### Städtepartnerschaften
Mühlhausen pflegt mit fünf Städten Städtefreundschaften bzw. -partnerschaften:
- Tourcoing, Frankreich (1961)
- Eschwege, Deutschland (1989)
- Münster, Deutschland (1990)
- Kronstadt (Russland), Russland (1995)
- Saxonburg, Vereinigte Staaten (2008)

Der Freundschaftsvertrag zwischen Mühlhausen und Tourcoing in Frankreich wurde 1961 geschlossen und 1979 durch einen weiteren Vertrag bekräftigt. Ein gegenseitiger Austausch war aus politischen Gründen sehr begrenzt und beschränkte sich auf Besuche französischer Gäste. Am 21. Mai 1993 wurde deshalb der Vertrag erneuert. Seitdem entwickelten sich rege sportliche, kulturelle und bildungspolitische Kontakte.
Eine Besonderheit stellt der Freundschaftsvertrag mit der nahegelegenen Stadt Eschwege in Hessen dar, denn dieser wurde nach dem Mauerfall, aber vor der Wiedervereinigung Deutschlands als Erster aller deutschen Städte in dieser Zeit geschlossen. Das Ziel des am 22. Dezember 1989 geschlossenen Vertrages war die traditionell vorhandenen Gemeinsamkeiten in Kultur, Wirtschaft und Tradition neu zu beleben. Durch vielfältige Kontakte von kommunalen Einrichtungen, Vereinen und Institutionen konnte das Zusammenwachsen der Regionen gefördert werden. Aus wechselseitigen Baumpflanzungen jeweils Anfang Oktober entstand der „Partnerschaftshain“ an der Parkanlage Alter Friedhof.
Am 14. September 1990 wurde der Vertrag über eine Städtefreundschaft im Rathaus zu Münster unterzeichnet. Die ersten Kontakte wurden durch die Konditor- und Bäckerinnungen geknüpft. Während des Aufbaus der Verwaltung nach der politischen Wende leistete die Stadtverwaltung Münster Hilfestellung durch das Bereitstellen von dringend benötigten Arbeitsmitteln/-geräten sowie Materialien. Verschiedene Gruppen und Initiativen haben bisher die Städtefreundschaft mit Leben erfüllt.
Am 18. März 1995 wurde der Städtepartnerschaftsvertrag mit der russischen Stadt Kronstadt geschlossen. Die Stadt war Ausgangspunkt der ersten russischen Weltumsegelung, an der der Mühlhäuser Wilhelm Gottlieb Tilesius von Tilenau teilnahm. Es werden vielfältige Beziehungen auf kulturellem, politischem, ökonomischem und wissenschaftlichem Gebiet gepflegt. Beide Städte arbeiten daran, bestehende Verbindungen auszubauen und neue herzustellen. Ein wesentlicher Aspekt der Partnerschaft sind Schüleraustausche und gegenseitige Besuche.
Eine Städtepartnerschaft mit dem US-amerikanischen Saxonburg wurde am 23. Mai 2008 abgeschlossen. Der etwa 1600 Einwohner zählende Ort im Westen von Pennsylvania wurde 1832 von dem in Mühlhausen geborenen und aufgewachsenen Johann August Röbling gegründet.

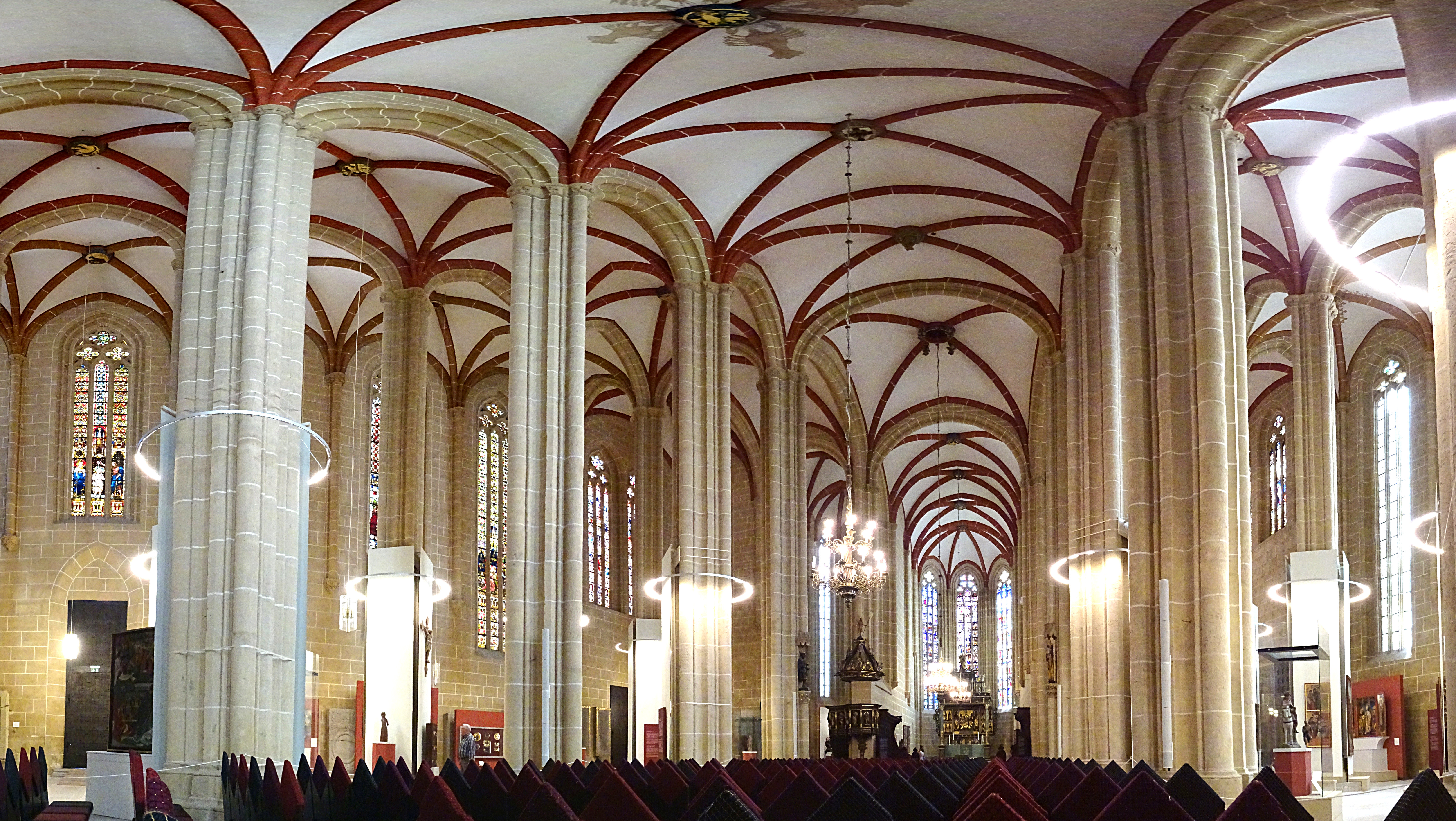
Innenraum der Marienkirche

## Kultur und Sehenswürdigkeiten

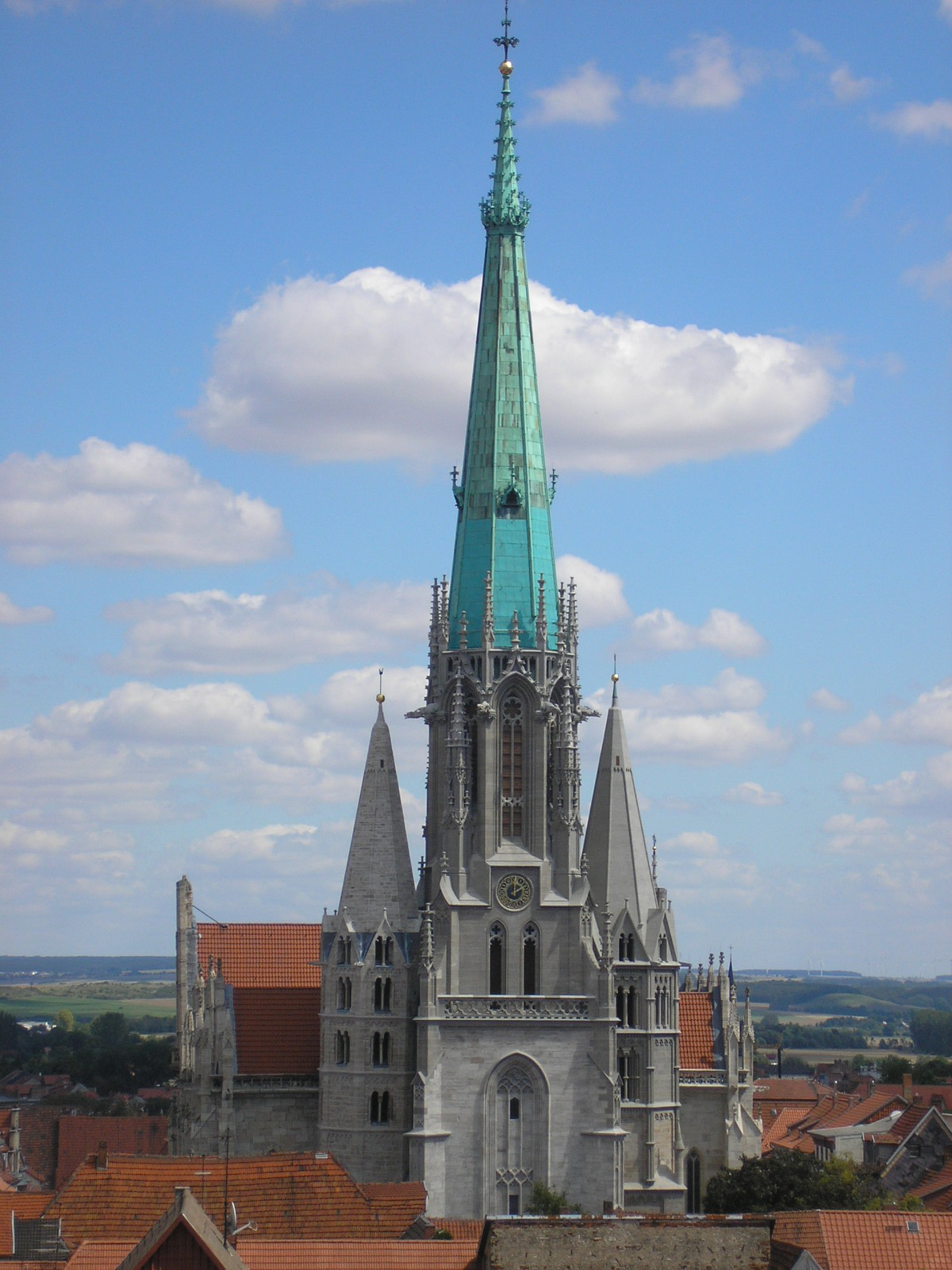
Turm der Marienkirche

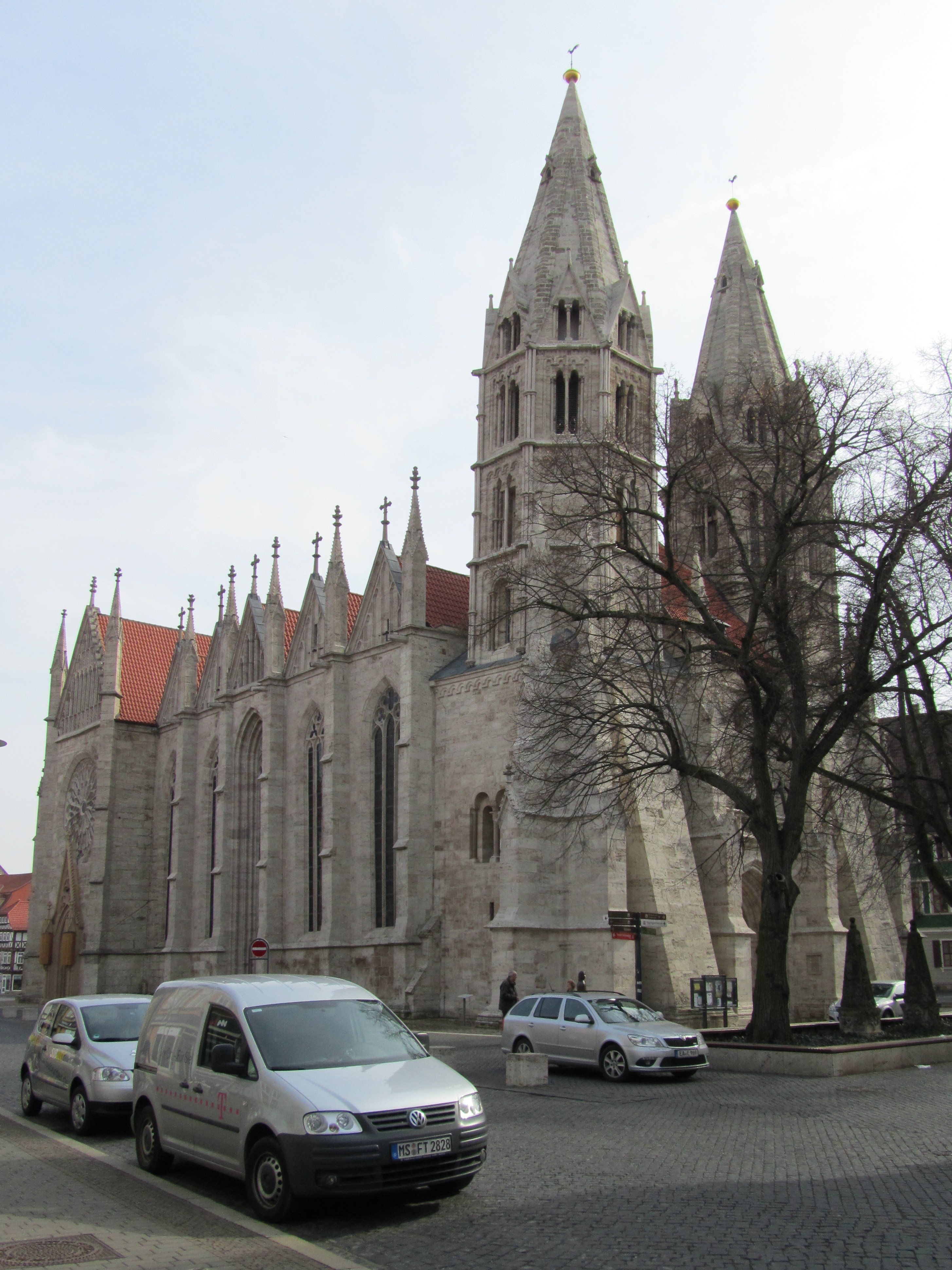
Divi-Blasii-Kirche

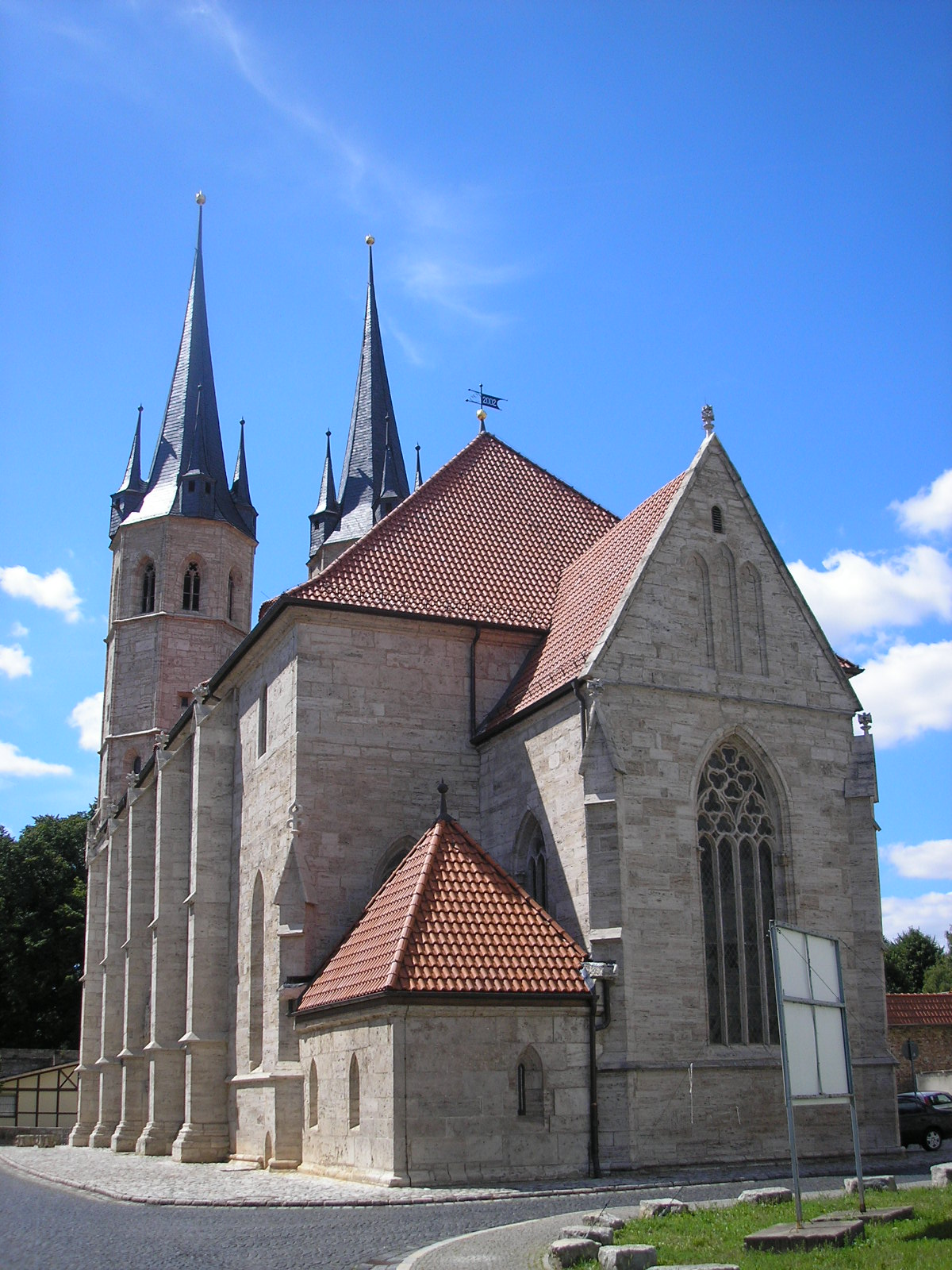
Jakobikirche (Stadtbibliothek)

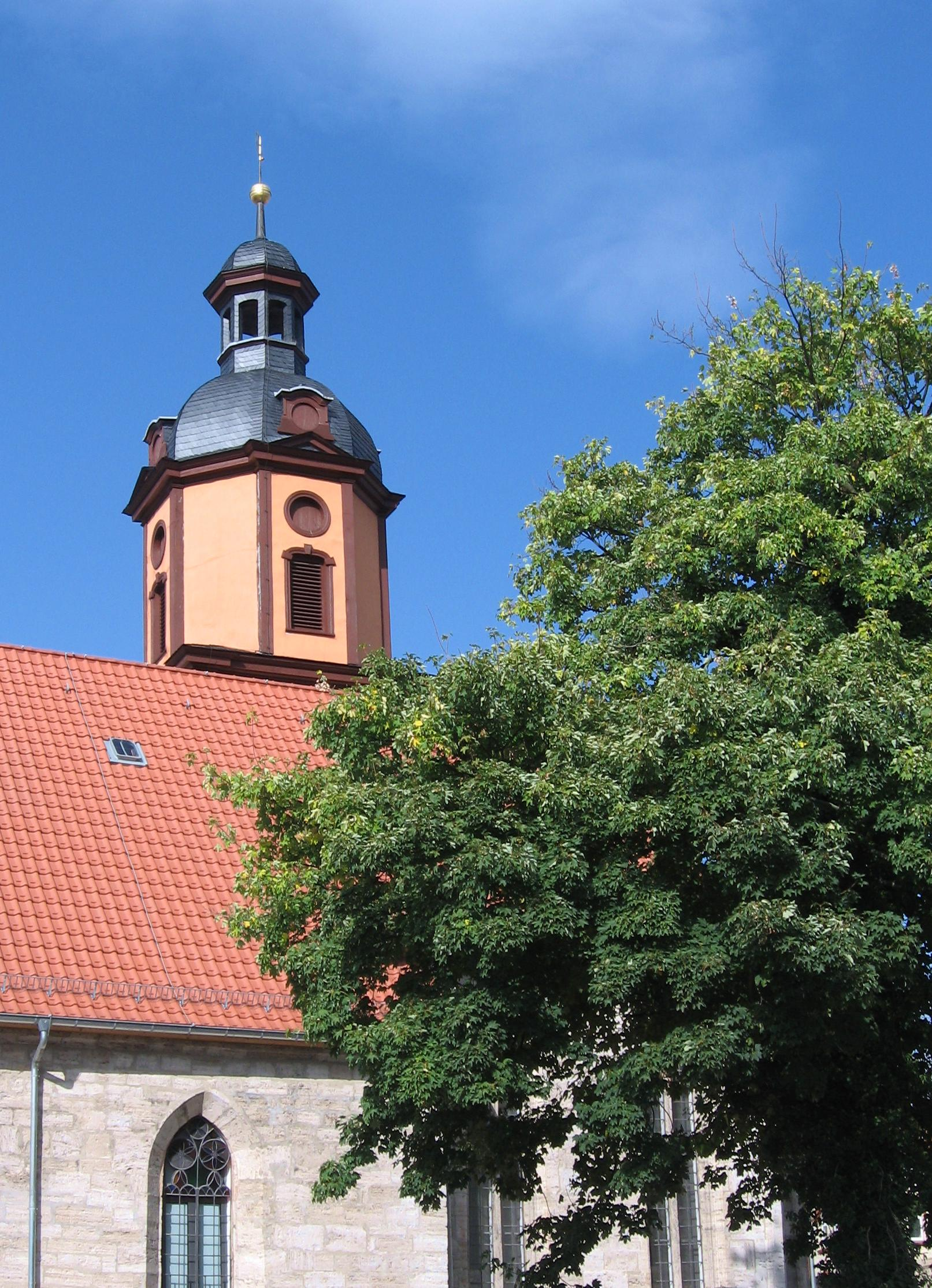
Die Kilianikirche, Domizil der 3K-Theaterwerkstatt

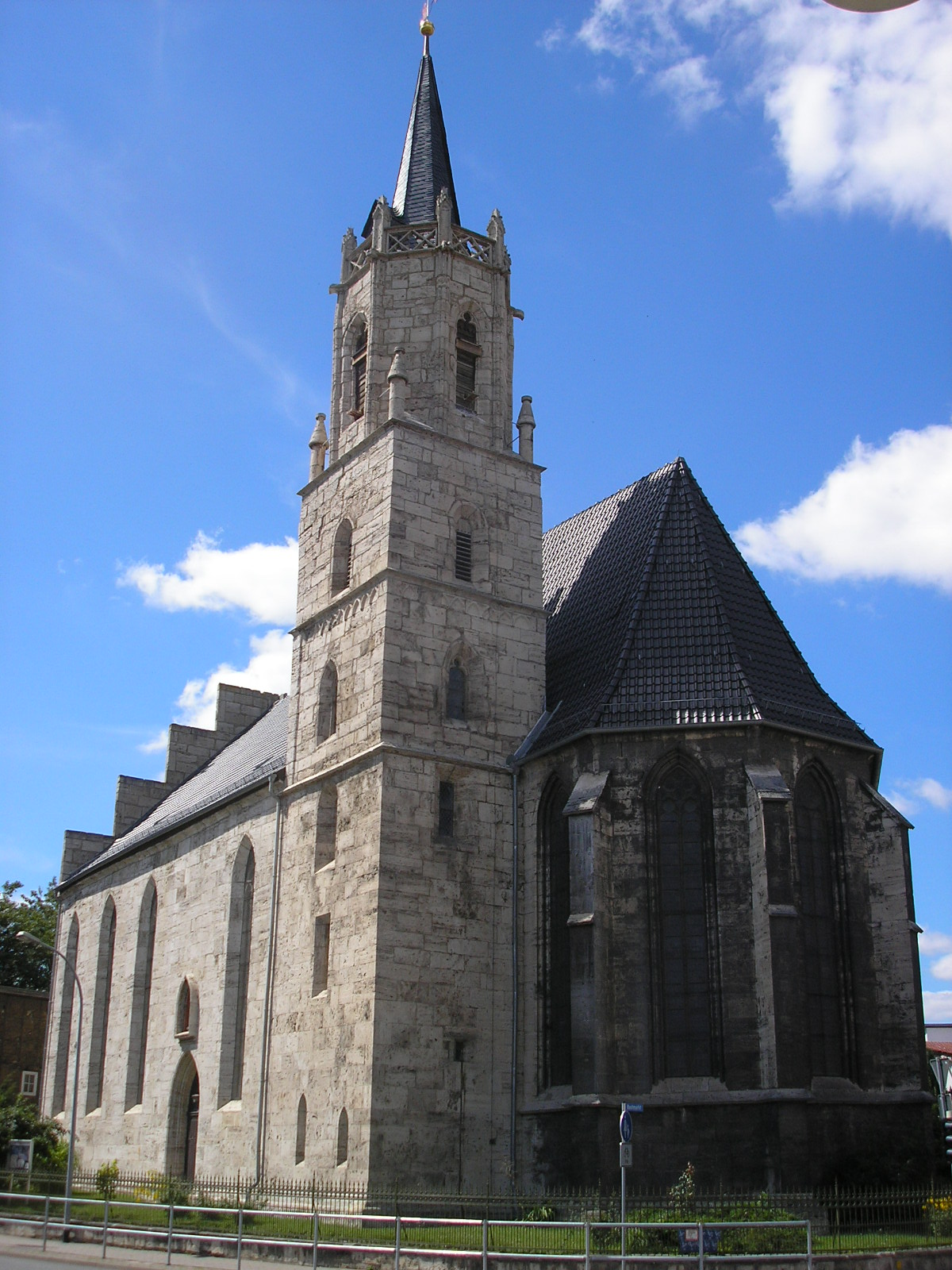
Nikolaikirche

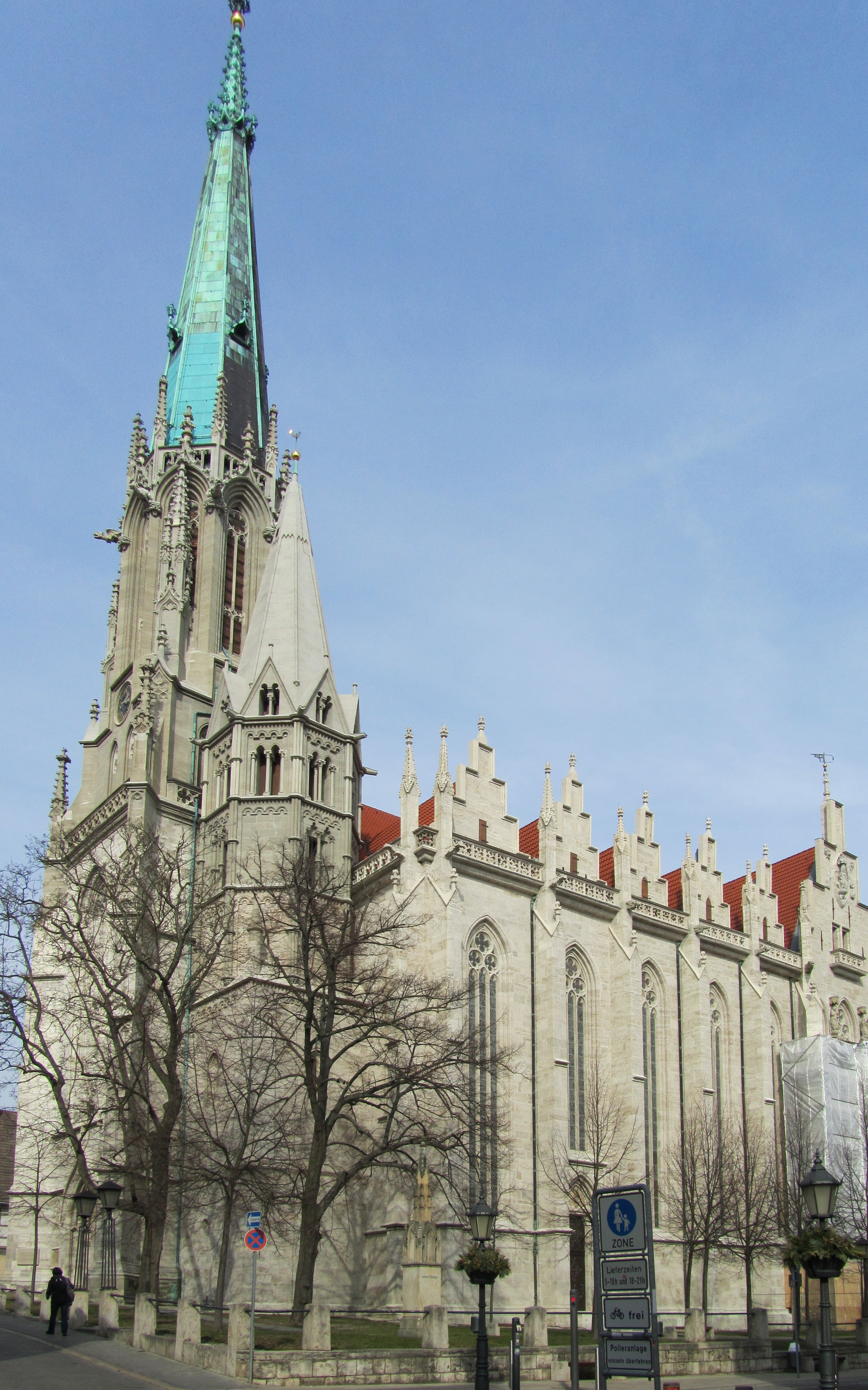
Kirche St. Marien

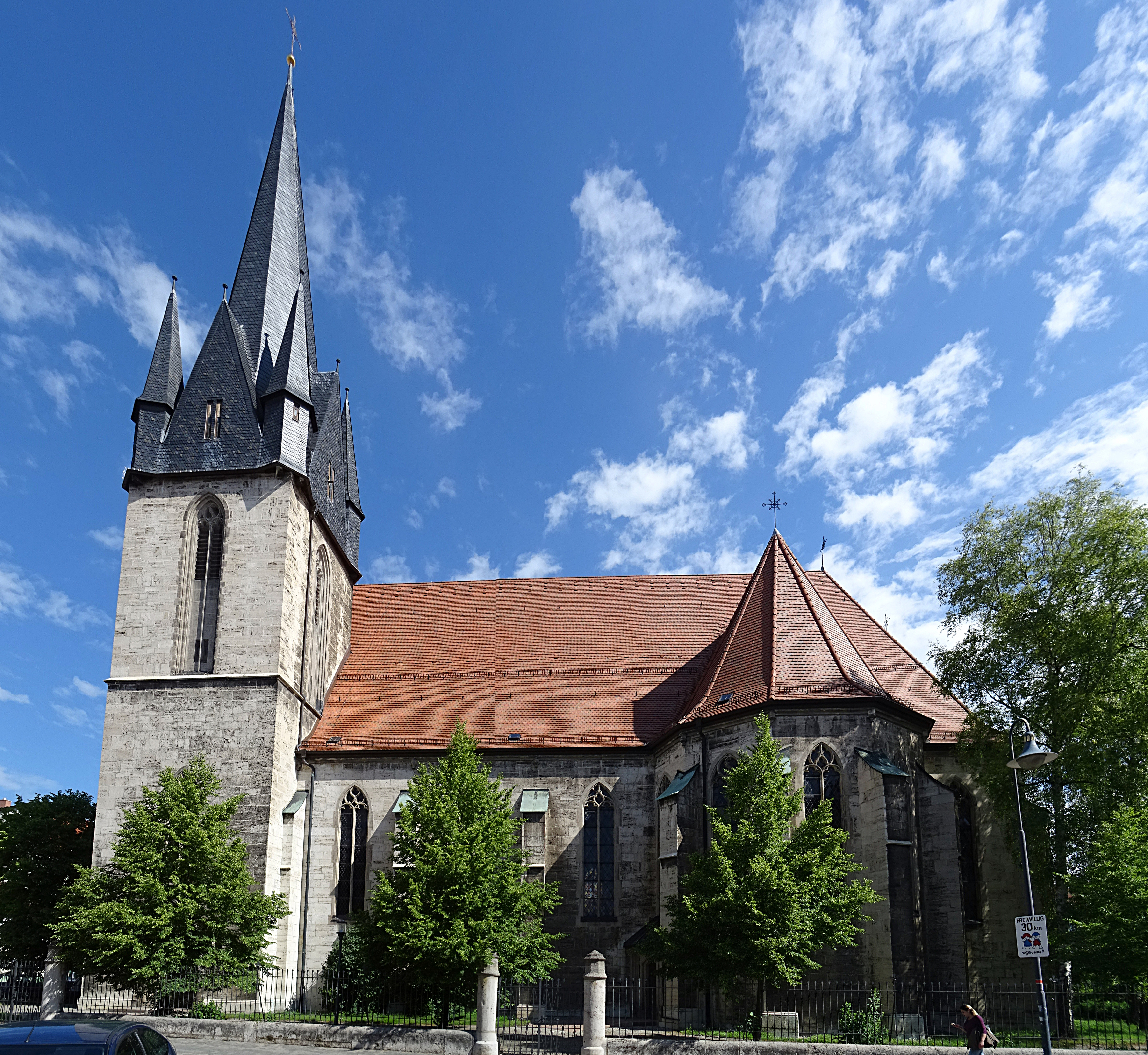
Kirche St. Josef

### Theater
Von 1840 bis 1945 hatte Mühlhausen ein bürgerliches Schauspielhaus und ein eigenes Sinfonieorchester. Das Theatergebäude wurde 1957 abgerissen. Seit 1991 erarbeitet das Projekt 3K Kunst, Kultur und Kommunikation, zuerst unter dem Dach des Vereins Arbeiten und Lernen in Mühlhausen e. V. und seit 1998 als eigenständiger Verein, Theaterstücke, Performances, Spielaktionen mit Jugendlichen und Erwachsenen und nutzt seit 2006 das vollständig zum Theater umgebaute Gebäude der ehemaligen Kirche St. Kiliani am östlichen Rand der Altstadt.

### Musik
Jedes Jahr zur Kirmes ist das Stadtbild von den Spielleuten geprägt, die auch abseits der Festtage an regionalen und nationalen Wettbewerben teilnehmen. Neben der musikalischen Untermalung des Festumzuges wird gegen Nachmittag des Kirmessamstags eine Musikschau dargeboten, in der alle Spielmannszüge der Stadt Mühlhausen und Gastspielleute ihr musikalisches Können unter Beweis stellen. Im Oktober 1960 entstand unter dem Zusammenschluss dreier Kirmesgemeinden der als erster der 1. Mühlhäuser Spielleuteverein 1960 e. V., der bereits sieben Jahre später dritter der 15 besten Klangkörper in der DDR wurde und insgesamt 15 republikweite Meistertitel für sich gewinnen konnte. Mit der Wende wurden die Trägerbetriebe und damit die Existenzgrundlage des Vereins aufgelöst. Eine private Drogerie rettete daraufhin den Verein.
Am Lindenbühl steht das Hauptgebäude der Kreismusikschule Johann Sebastian Bach, die vom Unstrut-Hainich-Kreis getragen wird. Sie sieht ihre Aufgaben in der Begabtenförderung und -findung sowie der Vorbereitung auf ein Berufsstudium. Dadurch haben sich einige Ensembles gebildet, die Jahr für Jahr zahlreiche Konzerte darbieten.
So zum Beispiel das Kammerstreichorchester unter der Leitung von Wolfgang Faber. Es besteht seit 1994 und ist eine Zusammenkunft von Lehrern und Schülern, sowohl jetzige als auch ehemalige, der Kreismusikschule.
Für modernere Musikrichtungen wie Jazz entstand unter der Leitung von Christian Rangnick dort auch die Big Band, die ihrerseits nur aus Schülern besteht.
Speziell zum Schuljahresabschluss gibt die Kreismusikschule ein Konzert aller Ensembles im Rathaus.
Seit 2007 wird jährlich der Nachwuchsband-Wettbewerb Rock oder Flopp ausgetragen. Die Gewinnerbands sind von einer erneuten Teilnahme ausgeschlossen. Neben einem Preisgeld werden dem Sieger die Karriere fördernde Dienstleistungen gesponsert, wie zum Beispiel eine CD-Aufnahme in einem professionellen Studio.
Der Zweitplatzierte gewinnt meist einen Auftritt zu einer beliebigen Veranstaltung des Hauptsponsors.
Seit 2017 wird am ersten Wochenende im August ein „Akustikabend an der Popperöder Quelle“ veranstaltet. Er gehört als Umsonst und draußen-Festival zum Angebot des mühlhäuser cooltur e. V.
In der KuFa MHL (Kulturfabrik Mühlhausen), einer ehemaligen Sattlerei im Ledernen Käppchen 1, finden regelmäßig Veranstaltungen wie Livekonzerte, Lesungen und Comedy statt. Im Jahr 2022 hat der Verein mühlhäuser cooltur e. V. die Spielstätte ehrenamtlich aufwendig saniert und wiederbelebt.

### Museen
- Kulturhistorisches Museum[50]
- Müntzer-Gedenkstätte in der Marienkirche
- Bauernkriegsmuseum Kornmarktkirche
- Museum Allerheiligenkirche
- 1. Deutsches Bratwurstmuseum
- Fernmeldemuseum Mühlhausen im Gebäude der Deutschen Telekom
- Feuerwehrmuseum

### Religion
Mühlhausen war seit der Einführung der Reformation eine mehrheitlich evangelische Stadt.
Die heute bestehenden Konfessionen und deren Gemeinden sind:
- Evangelische Kirchengemeinde[51][52], zusammengeschlossen aus:
  - Divi Blasii/St. Marien
  - St. Martini/St. Georgii
  - St. Nicolai
  - St. Petri-Margarethen

- Freikirchen
  - Evangelisch-Freikirchliche Gemeinde (Baptisten)
  - Pfingstgemeinde Elim

- Katholische Kirchengemeinde St. Josef

- Weitere Religionsgemeinschaften
  - Neuapostolische Kirche in Mitteldeutschland
  - Zeugen Jehovas

Ein Rückgang der Gläubigen ließ mit der Zeit viele Gotteshäuser verwaisen, weshalb sie zum Teil anderen Zwecken zugeführt wurden – so ist die ehemalige Jakobikirche die neue Stadtbibliothek, die Kilianikirche wurde 2002 zu einem Theater umgebaut, Marien-, Kornmarkt- und Allerheiligenkirche dienen als Museum.
Die Kirche St. Martini wird seit ihrem Umbau (2010–2011) durch die evangelische Jugendarbeit als Jugendkirche genutzt; ebenso finden hier normale Gottesdienste statt.
Die der Pogromnacht zum Opfer gefallene Synagoge wurde restauriert. Sie dient als Denkmal und Museum der jüdischen Geschichte in Mühlhausen. Auch finden hier ausgewählte Konzerte und andere kulturelle Veranstaltungen statt. Eine jüdische Gemeinde gibt es in Mühlhausen nicht mehr. Seit dem Jahre 2010 werden in Mühlhausen „Stolpersteine“, eine Aktion des Künstlers Gunter Demnig, zur Erinnerung an ermordete und vertriebene jüdische Bürger Mühlhausens verlegt. Bis Ende 2021 wurden 77 Stolpersteine in Mühlhausen verlegt.

### Bauwerke und Denkmale

#### Sakralbauten
- Die Marienkirche ist die zweitgrößte Kirche Thüringens. Die fünfschiffige gotische Hallenkirche bestimmt  das Stadtbild Mühlhausens schon von weitem. Auf dem Balkon über dem Südportal stehen Figuren, die Karl IV. und seine Gemahlin Elisabeth von Pommern darstellen. Der Bau der Kirche begann 1317 und sollte ein dem Erfurter Dom ebenbürtiges Gotteshaus hervorbringen. Nach einem Streit zwischen den Mühlhäuser Bürgern und dem Deutschritterorden kam der Bau kurzzeitig zum Stillstand, wurde jedoch im frühen 15. Jahrhundert beendet. Seit dem Beginn der Reformation 1517 ist die Marienkirche evangelisch-lutherisch. Im kurz darauf folgenden Bauernkrieg diente die Kirche als Podium für die Reden Müntzers. Im Jahre 1903 wurde der neue Mittelturm fertiggestellt, da seine Vorgänger immer als zu klein empfunden wurden. Er ist derzeit mit 86,7 m der höchste Thüringens. Die Kirche selbst wurde 1975 profaniert und wird nur noch zu fünf kirchlichen Festtagen für Gottesdienste verwendet. Der Kirchenraum beherbergt seit seinem Umbau zum Museum eine Gedenkstätte des Reformators Thomas Müntzer und eine Ausstellung zu seinem Leben und Werk. Seit 2018 befindet sich im Kirchenraum eine umfangreiche Ausstellung zu mittelalterlicher Kunst aus Thüringen. Die Schau zeigt vom vollständigen Altarwerk bis zu einzelnen Gemälden und Heiligenskulpturen über 60 Werke bzw. Werkgruppen in der bislang umfangreichsten Exposition mittelalterlicher Bildwerke aus Thüringen.[53]
- Die Divi-Blasii-Kirche ist eine dreischiffige, kreuzförmige Hallenkirche am Untermarkt. Der Deutsche Orden begann den Bau dieser gotischen Kirche um 1276. Im Nordquerhaus befindet sich eine beeindruckende Maßwerkrose, die in ihren Ausmaßen halb so groß ist wie die der Notre Dame in Paris. Auf der Westseite stehen zwei achteckige Steintürme, die von einem Vorgängerbau stammen. Auf der westseitigen Empore befindet sich die 1959 eingeweihte Schuke-Orgel, die die Orgeldisposition Bachs umsetzt. Johann Sebastian Bach war 1707–08 Organist an Divi Blasii. Vor der Kirche wurde am 9. August 2009 ein Denkmal für ihn eingeweiht. Die Bronzeplastik des Hallenser Künstlers Karl Friedrich Messerschmidt stellt den 22-jährigen Bach dar. Sie wurde ausschließlich aus Spenden finanziert.
- Die Petrikirche geht auf eine Kapelle aus dem Jahr 1250 zurück. Das nördliche Seitenschiff der Kirche lässt den Übergang von der Romanik zur Gotik erkennen. Der Taufstein kann nach neueren Untersuchungen als der älteste von Mühlhausen bezeichnet werden. Das zur Zierde aufgebrachte Maßwerk entspricht dem der Fenster im Nordschiff. In der Gesamtform ist ein romanischer Vorläufertaufstein erkennbar.
- Die Nikolaikirche ist die bedeutendste und größte unter den Vorstadtkirchen Mühlhausens. Die erste urkundliche Erwähnung lässt sich für den 18. März 1314 belegen. Die Kirche geht zurück auf eine Filialgründung der Divi-Blasii-Kirche am Untermarkt. Sie unterstand wie fast alle Mühlhäuser Kirchen dem Deutschritterorden und war eine Filialkirche der Blasiuskirche. Von dort wurde sie auch mit Pfarrern beschickt. Bereits 1297 wird ein Pfarrer der Nicolaikirche benannt, dabei muss es sich aber um einen Vorgängerbau gehandelt haben. Als kleine Filialkirche erlebte die St.-Nicolai-Kirche ihren Höhepunkt 1763, als nach dem Siebenjährigen Krieg das Friedensfest der Stadt dort gefeiert wurde, weil die innerstädtischen Kirchen nach der Verwüstung durch die Franzosen unbenutzbar waren. Als besonders bedeutend können die Fenster im Chor der Kirche angesehen werden. Dort gibt es ein Nikolausfenster aus dem 14. Jahrhundert. Tätig für die Kirchenfenster war die Werkstatt von Alexander Linnemann in Frankfurt.
- Die Jakobikirche ist die dritte „große“ Kirche innerhalb des Stadtkernes und wie Divi Blasii mit zwei Haupttürmen versehen. Sie beherbergt seit 2004 im Hauptschiff die Mühlhäuser Stadtbibliothek in einer Mischung aus moderner Architektur und historischem Bau.
- Die Kornmarktkirche ist eine der zwölf mittelalterlichen Kirchbauten. Mit dem Bau der Kirche St. Crucis des ehemaligen Franziskanerklosters wurde im 13. Jahrhundert begonnen. Heute dient die Kirche als Bauernkriegsmuseum.
- Die Kilianikirche, Martinikirche und Georgikirche (letztere mit Hochwassermarken der Unstrut) weisen einen identischen Bau auf und stehen nahezu in einer Linie in Nord-Süd-Richtung.
- Die Synagoge Mühlhausen in der Jüdenstraße wurde 1998 als Begegnungsstätte wieder eingeweiht.

#### Weitere Bauwerke, Denkmale und Gedenkstätten
- Mittelalterlicher Stadtmauerring mit erhaltenem Wehrgang. Zwischen Frauentor und Rabenturm befand sich ein 17 m langes und 9 m hohes Teilstück der Stadtmauer, das sich alljährlich um 1 cm nach außen neigte. Dieses wird im Jahre 2018 durch Abbau und Wiederaufmauerung erneuert.[54]
- Inneres und Äußeres Frauentor sind erhaltene Bestandteile der einstigen Prachtstraße; auf das Westportal der Marienkirche ausgerichtet, dienten sie damals zum Empfang hoher Würdenträger bis hin zum Titel des Kaisers zum Besuch der Pfalz.

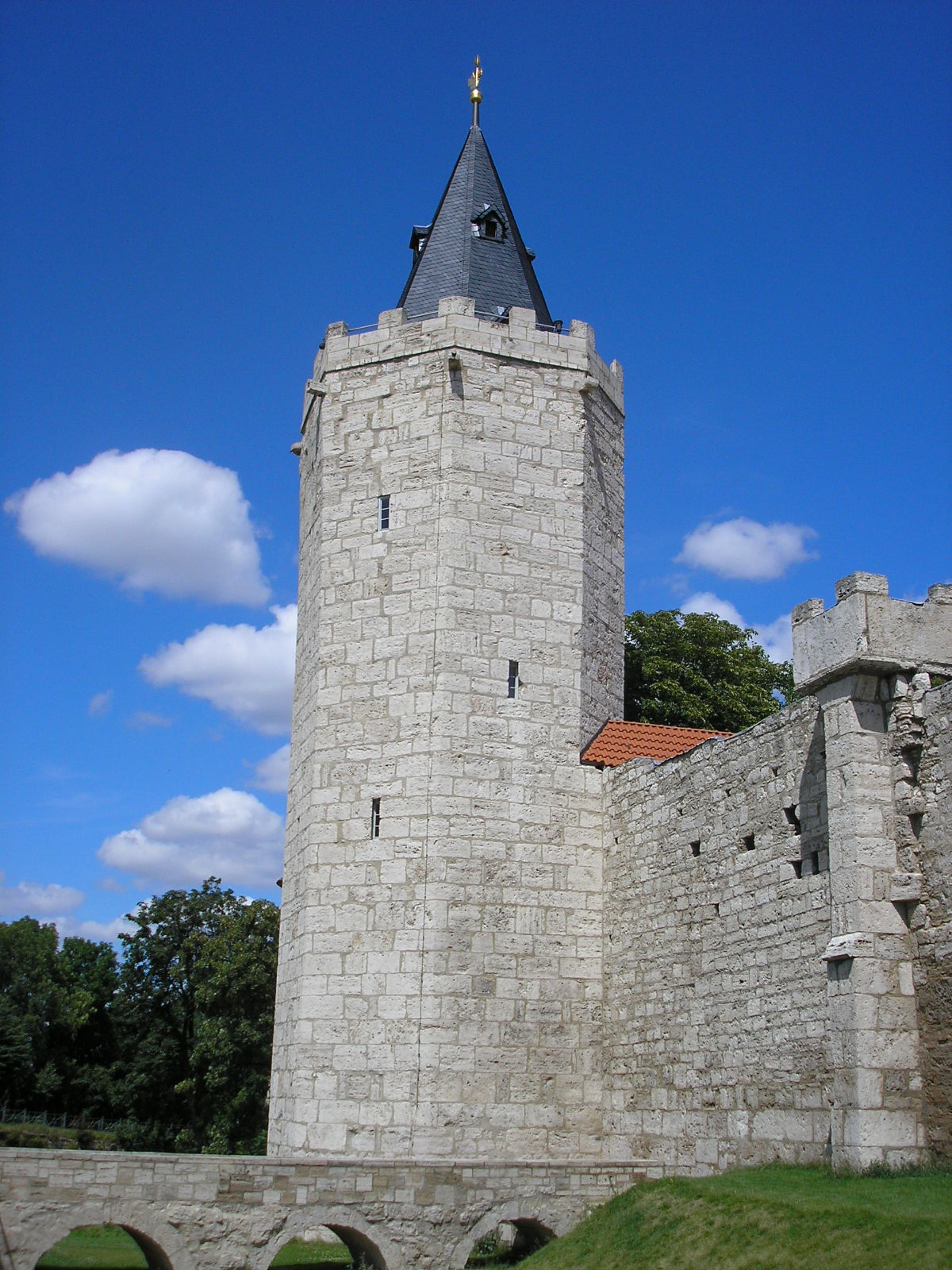
Der Rabenturm

- Der RabenturmDer Rabenturm ist Bestandteil des Stadtmauerrings. An seinen Fundamenten der Friedhof für Pestkranke im Mittelalter.
- Das Rathaus und Reichsstädtisches Archiv haben mehrere jüngere Erweiterungsbauten; das gotische Kerngebäude mit Rathaushalle und Ratsstube wurde Ende des 13. Jahrhunderts errichtet.
- Das Popperöder Brunnenhaus ist ein repräsentatives Renaissance-Fachwerkgebäude. Es wurde ab 1614 auf Veranlassung des Bürgermeisters Gregorius Fleischhauer erbaut. Die bereits 1199 erwähnte Quelle wurde in Stein eingefasst. Nach den Beschädigungen im Dreißigjährigen Krieg wurde die Anlage 1715 erneuert.
- Der Peterhof ist ein denkmalgeschützter Gasthof und Ausflugsziel an der Wanfrieder Landstraße.
- Der Löwe am Stadtberg ist ein 1928 erbautes Denkmal für die im Ersten Weltkrieg gefallenen Söhne der Stadt.
- Das Sowjetische Ehrenmal auf dem Neuen Friedhof erinnert an 153 Opfer des Krieges und der Zwangsarbeit.
- Das VVN-Denkmal aus dem Jahr 1949 auf dem Bahnhofsvorplatz erinnert an die Opfer der Konzentrationslager.

#### Ehemalige Bauwerke
- Hotel Stadt Mühlhausen, abgerissen 1998

### Friedhöfe

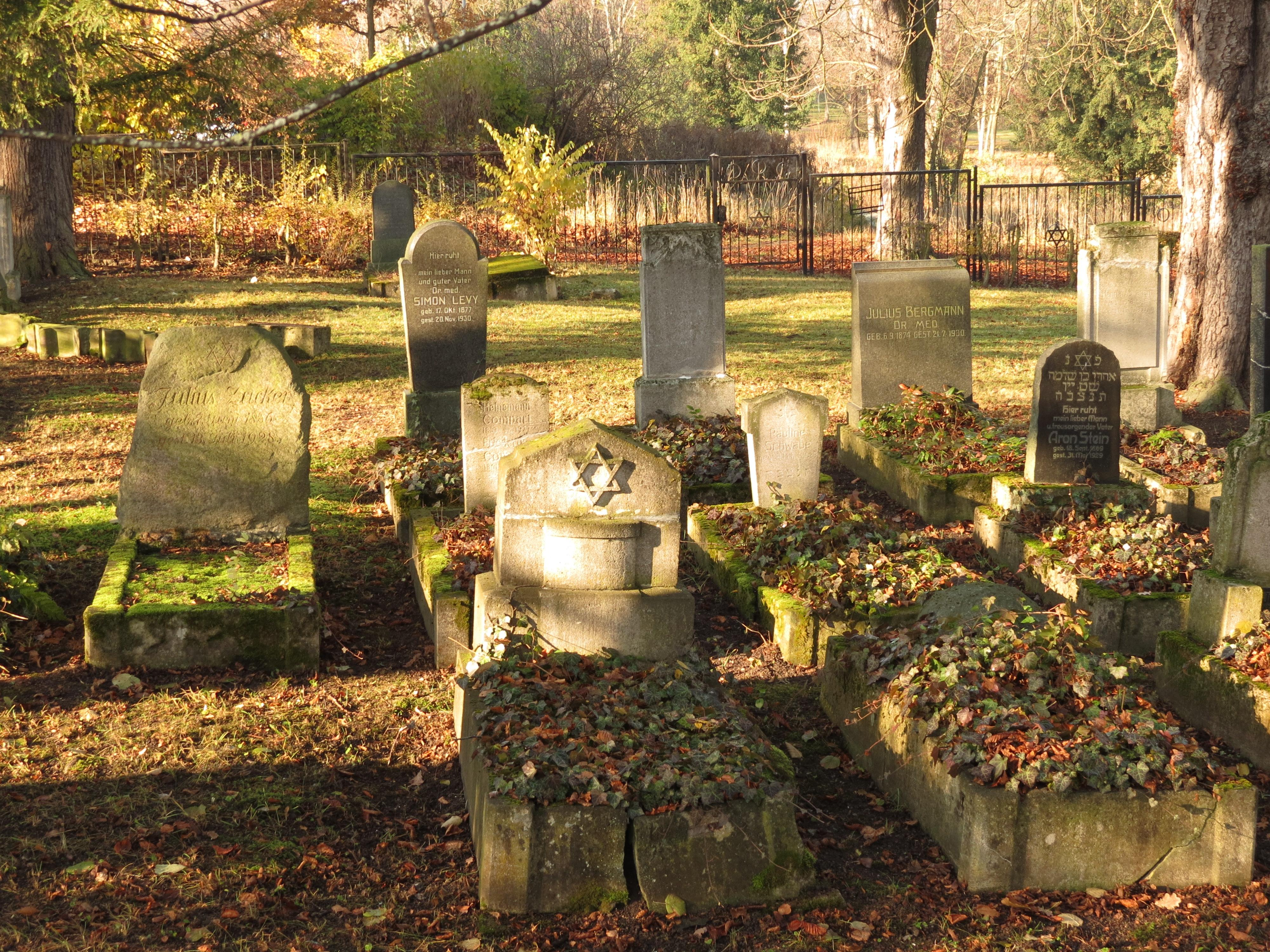
Der Jüdische Friedhof, ein Teil des Alten Mühlhäuser Friedhofs, ist bis heute erhalten

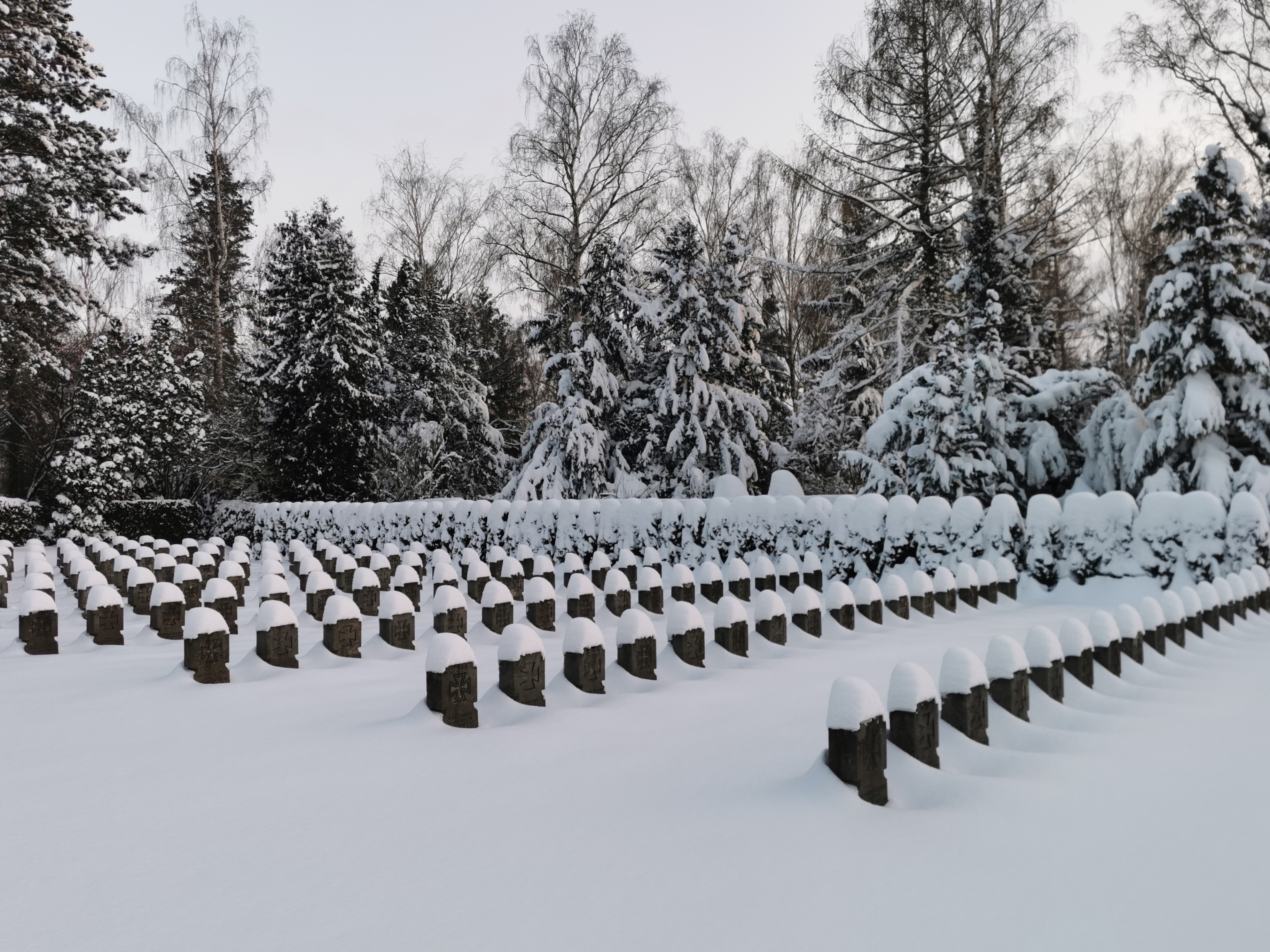
Teilansicht des deutschen Soldatenfriedhofs auf dem Areal des Neuen Friedhofs

- Ehrenmal für die Gefallenen der Roten Armee auf dem Neuen FriedhofTeilansicht des deutschen Soldatenfriedhofs auf dem Areal des Neuen FriedhofsDer Neue Friedhof an der Eisenacher Landstraße war einer von 25 Außenstandorten der Bundesgartenschau 2021 in Erfurt.[55]

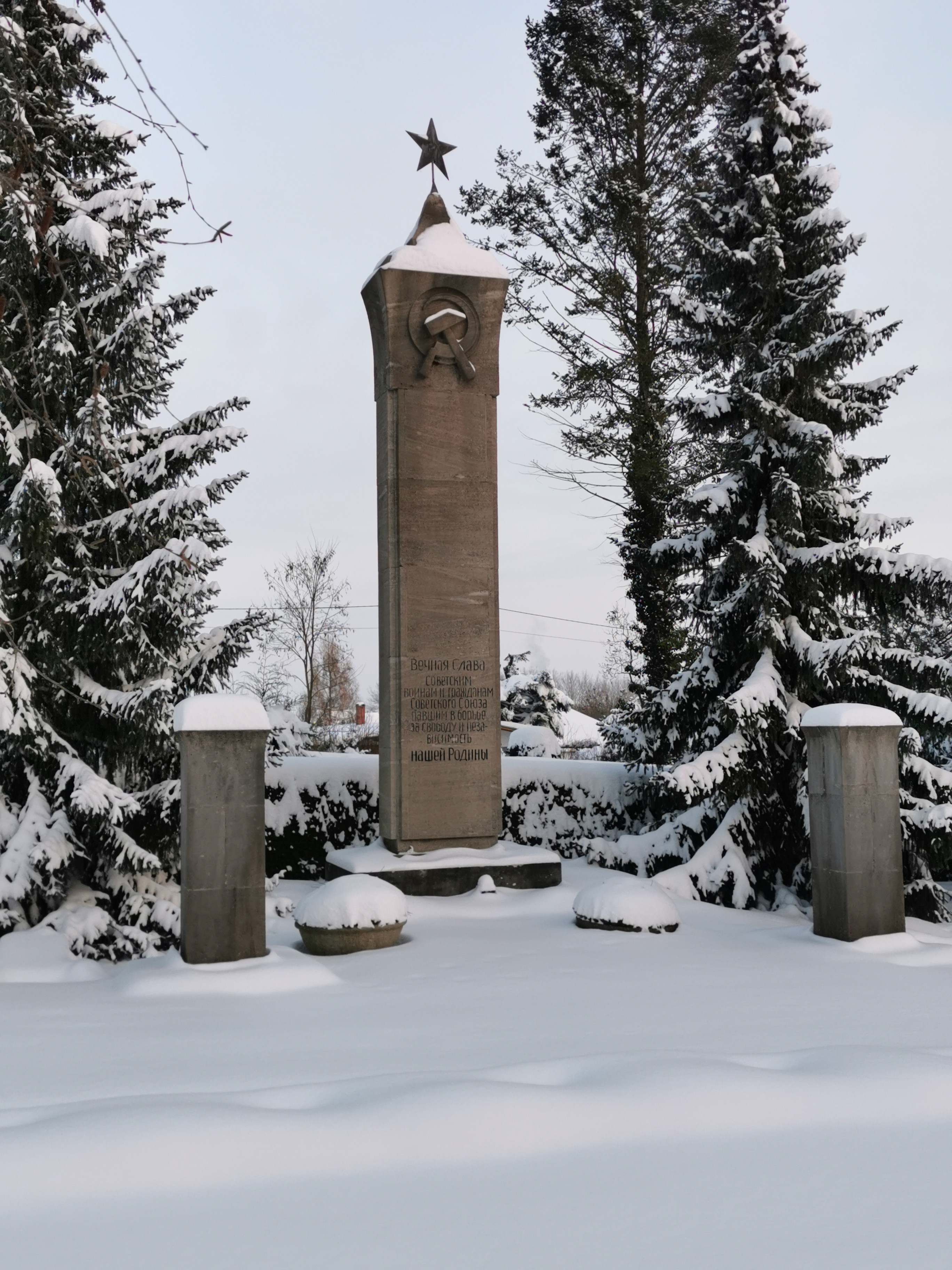
Ehrenmal für die Gefallenen der Roten Armee auf dem Neuen Friedhof

- Der Jüdische Friedhof an der Eisenacher Straße erinnert an die ehemalige jüdische Gemeinde der Stadt, deren Mitglieder emigrierten oder Opfer der Shoa geworden sind.

### Parks und Naherholungsgebiete

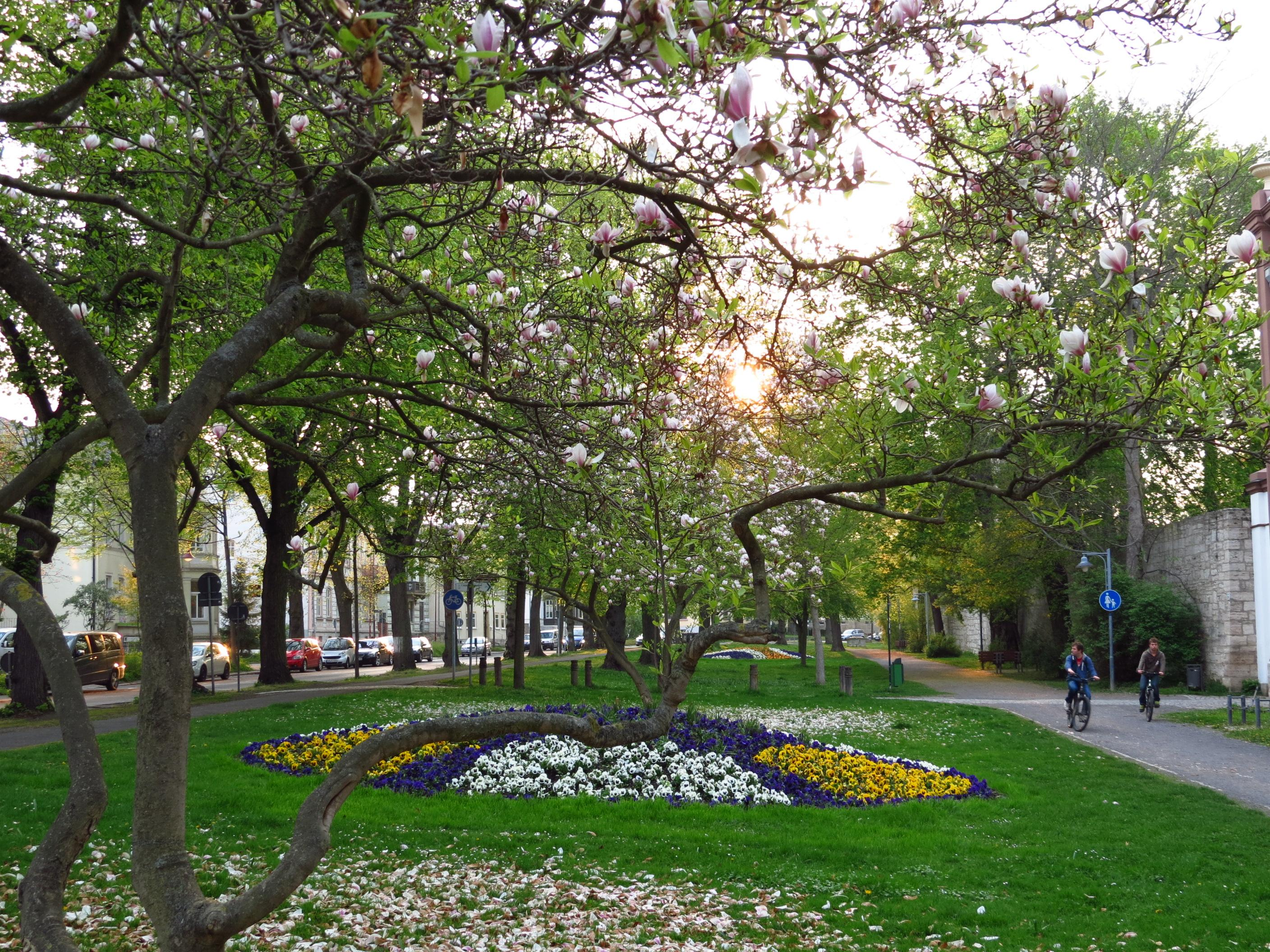
Das Lindenbühl ist Teil der Mühlhäuser Grünanlagen entlang des Stadtmauerrings

- Grünanlagen mit altem Baumbestand im Vorfeld des inneren Stadtmauerrings: „An der Burg“, Hirschgraben und Hoher Graben im Norden und Westen sowie das Lindenbühl im Süden.
- Parkanlagen zwischen Schwanenteich und Popperöder Quelle
- Naturdenkmal Thomasteich und Thomasquelle
- Der Mühlhäuser Stadtwald am westlichen Stadtrand
- Thomas-Müntzer-Park am Rieseninger
- Grünanlagen am Kriegerdenkmal (Mühlhäuser Löwe)
- Mühlhäuser Landgraben
- Der Park des Ökumenischen Hainich-Klinikums in Pfafferode, ein eingetragenes Kulturdenkmal mit altem Baumbestand.
- Die Parkanlage Alter Friedhof erhielt am Rand einen „Partnerschaftshain“ aus den gemeinsamen Pflanzungen mit der Partnerstadt Eschwege[39][40]

### Sport
Mit dem Thuringia Funpark beherbergt Mühlhausen einen der größten Skateparks in Deutschland.
Der Thüringen-Ligist im Fußball – FC Union Mühlhausen – und der Bundesligist im Tischtennis – Post SV Mühlhausen 1951 – sind hier beheimatet.
Am Kirmes-Wochenende findet der Mühlhäuser Altstadtlauf statt.

### Regelmäßige Veranstaltungen

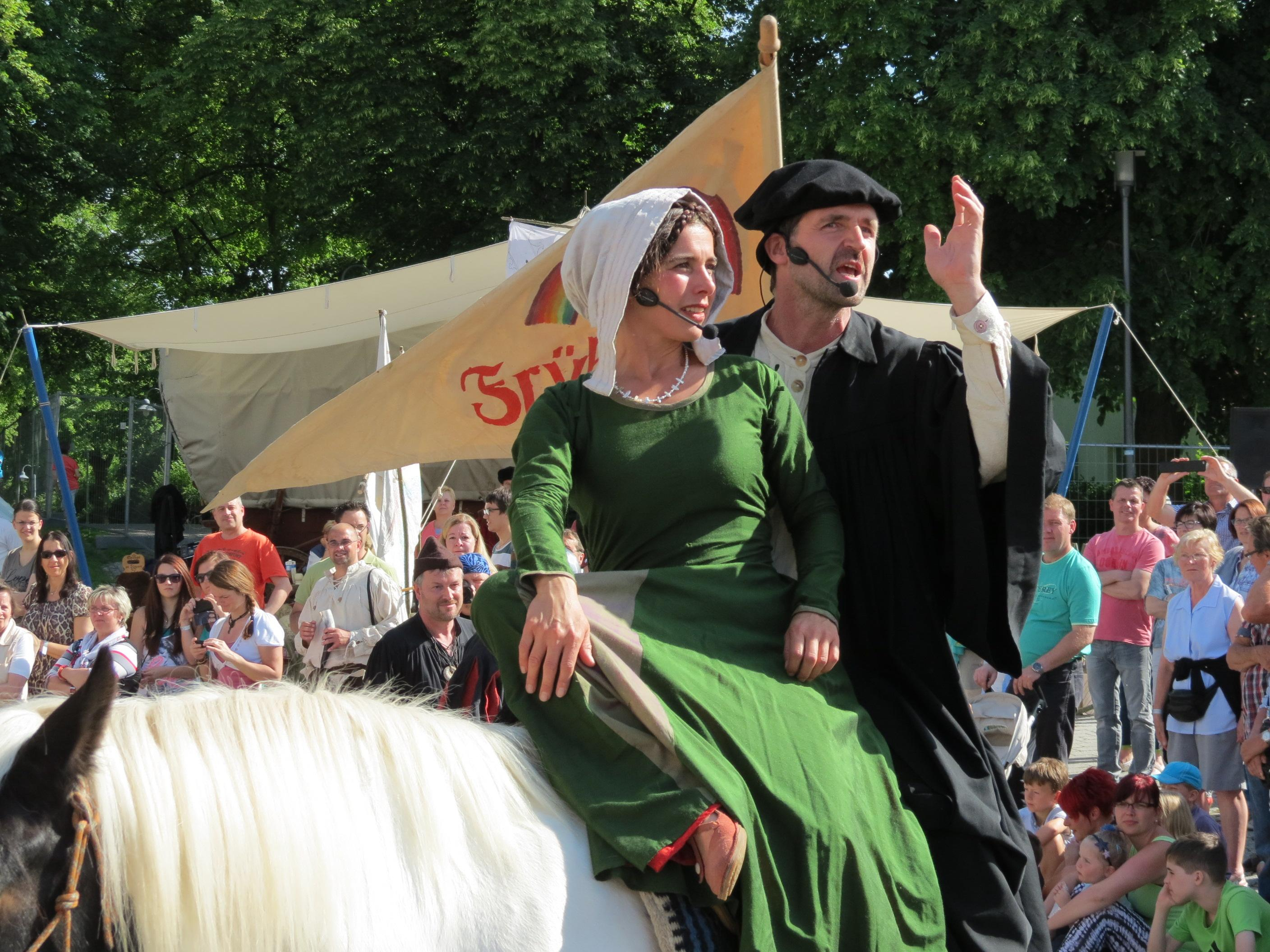
Daniela Schwalbe und Ernest Goldhahn als Ottilie und Thomas Müntzer beim Mühlhäuser Bauernkriegsspektakel 2014

- An einem Wochenende Ende Mai: Mühlhäuser Bauernkriegsspektakel mit Historienspiel zu Thomas Müntzer und mittelalterlichem Markt
- Pfingsten: Mühlhäuser Pflaumenblüte (seit 2014, zuvor Stadtfest)
- Sommer: Brunnenfest an der Popperöder Quelle, Mühlhäuser Holzfahrt am Weißen Haus[56]
- letztes Augustwochenende: Beginn der Mühlhäuser Kirmes
- Samstag um Sankt Hubertus: Hainichjagd, eine der größten Gemeinschaftsjagden in Deutschland; Fuchsjagd im Ortsteil Felchta, mit Geländeritt und „Fuchsausreiten“
- Martinifest in der Woche um Sankt Martin: Höhepunkt ist der ökumenische Martinsumzug aller Mühlhäuser Kirchgemeinden mit alljährlich Hunderten teilnehmender Kinder.

### Kulinarische Spezialitäten

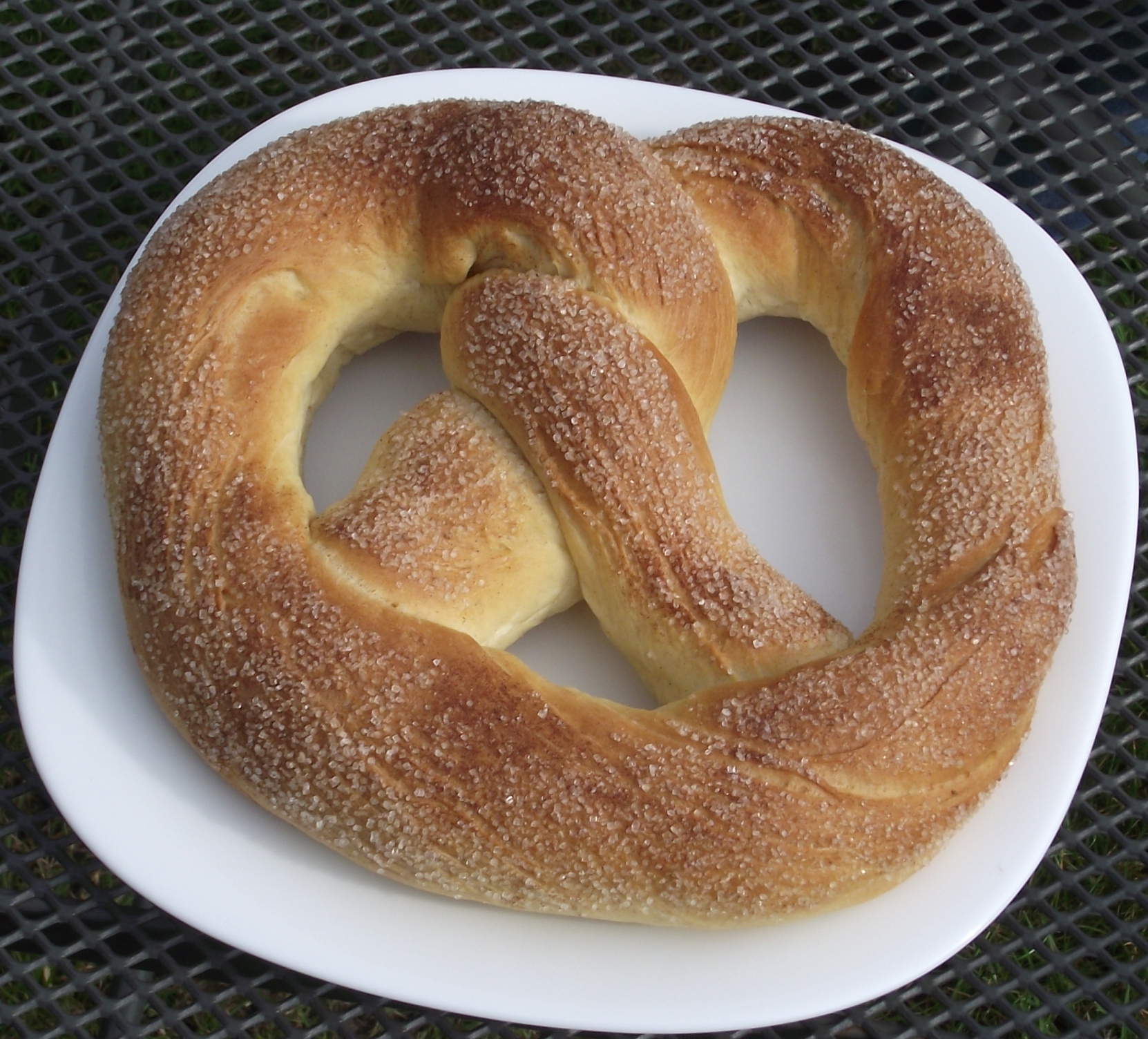
Traditionelle Mühlhäuser Gründonnerstags-Brezel

- Das Mühlhäuser Pflaumenmus gehört mit einem Marktanteil von über 50 %[57][58] zu den bekanntesten in Deutschland. Ursprünglich als „Herthä Pflaumenmus“ vermarktet, geht seine Rezeptur auf die Gründung der „Thüringischen Pflaumenmus- und Konservenfabrik“ durch Luise und Hermann Thämert im Jahr 1908 zurück. 1972 als Volkseigener Betrieb verstaatlicht, exportierte man vorwiegend nach Westdeutschland, weshalb der beliebte Mühlhäuser Brotaufstrich in der DDR teils lediglich als Bückware erhältlich war.[59] Im Zuge der deutschen Wiedervereinigung folgten 1993 die Privatisierung[58] und Übernahme durch die Tegros Vertrieb GmbH. Nach deren Insolvenz wurde 2006 die Mühlhäuser GmbH mit Sitz in Mönchengladbach, die nun den Mühlhäuser Produktionsstandort betreibt, in die spanische Helios-Gruppe integriert.[60][61] Ende 2016 wurde entgegen der weiterhin verwendeten Werbe-Angabe „Original seit 1908“ die Rezeptur verändert und die Qualität vermindert, indem der Fruchtgehalt von zuvor 220 g auf nur noch 170 g Pflaumen je 100 g Endprodukt reduziert wurde.[62] Inzwischen wurde wieder zur alten Rezeptur zurückgekehrt.[63]
- Im Januar wird von vielen Bäckermeistern in der Stadt Süßkuchen angeboten. Das Gebäck aus einer sirupähnlichen, dicken Masse aus Honig und Pfefferkuchengewürz auf einem mit Roggenmehl bereiteten Boden blickt bereits auf eine etwa 800-jährige Geschichte zurück. Es soll somit den Kuchengeschmack des Hochmittelalters erfahrbar machen.
- Am Gründonnerstag werden in den Bäckereien in und um Mühlhausen süße Brezeln verkauft. Diese werden aus Hefeteig hergestellt und mit Zuckerguss oder Zucker und Zimt verfeinert. Es heißt, wer in Mühlhausen an Gründonnerstag keine Brezel isst, bekomme Eselsohren.

## Wirtschaft und Infrastruktur

### Unternehmen und Behörden
Neben zahlreichen kleineren Unternehmen des Dienstleistungssektors haben sich vor allem mittelständische Betriebe des produzierenden und verarbeitenden Gewerbes in Mühlhausen angesiedelt; vertretene Branchen sind die Automobil- und Schienenfahrzeugzulieferung sowie die Leicht-, Elektro- und Elektronikindustrie. Als Grundlage wurden im Osten der Stadt vier Gewerbegebiete mit einer Gesamtfläche von 154,39 ha erschlossen. Weitere Wirtschaftszweige sind das Handwerk und der Tourismus.
Das Ökumenische Hainich-Klinikum im Ortsteil Pfafferode ist mit ca. 1100 Mitarbeitern einer der größten Arbeitgeber des Unstrut-Hainich-Kreises. Ein weiterer Gesundheitsdienstleister ist der Mühlhäuser Standort der Hufeland Klinikum GmbH, Akademisches Lehrkrankenhaus der Universität Göttingen.
In der Stadt ansässige Behörden sind ein Amtsgericht, ein Landgericht, eine Staatsanwaltschaft sowie ein Finanzamt. Die Kreisverwaltung, bisher auf mehrere Standorte verteilt, wird seit 2017 auf dem Gelände der ehemaligen Görmar-Kaserne zentralisiert. Die Sparkasse Unstrut-Hainich hat ihren Sitz in Mühlhausen.

### Energie
Mit dem „Sonnenfeld am Schadeberg“ wurde am 9. September 2021 in Mühlhausen der bis dato größte Solarthermiepark Thüringens eröffnet. Heizwärme und Warmwasser für etwa 400 Haushalte erzeugt diese Anlage dort mit insgesamt 1.152 Solarthermie-Modulen.

### Wasser und Abwasser
In den Orten Seebach und Höngeda übernimmt der Trinkwasserzweckverband Hainich die Trinkwasserversorgung. Auf dem Gebiet der Stadt und den Orten Görmar, Felchta, Windeberg und Saalfeld der Zweckverband Trinkwasserversorgung Mühlhausen und Unstruttal. Bollstedt und Grabe werden vom Trink- und Abwasserzweckverband „Notter“ mit Trinkwasser versorgt. Die Abwasserbeseitigung in den Orten Bollstedt, Grabe, Höngeda und Seebach übernimmt der Trink- und Abwasserzweckverband „Notter“. Die weiteren Orte betreut der Zweckverband Abwasserentsorgung Mühlhausen und Umland seit dem 1. Januar 1993. Auf dem Gebiet von Hollenbach trägt der Zweckverband Wasserversorgung und Abwasserentsorgung Obereichsfeld die Aufgabe der Abwasserbeseitigung sowie der Wasserleitungsverbrand „Ost-Obereichsfeld“ Helmsdorf die Aufgabe der Trinkwasserversorgung.

### Verkehr

#### Straßenverkehr
Mühlhausen liegt am Kreuzungspunkt der Bundesstraßen B 247 (Leinefelde-Worbis–Gotha) und B 249 (Sondershausen–Eschwege). Landesstraßen führen nach Unstruttal, Heyerode, Eisenach, Bollstedt und Menteroda.

#### Eisenbahn

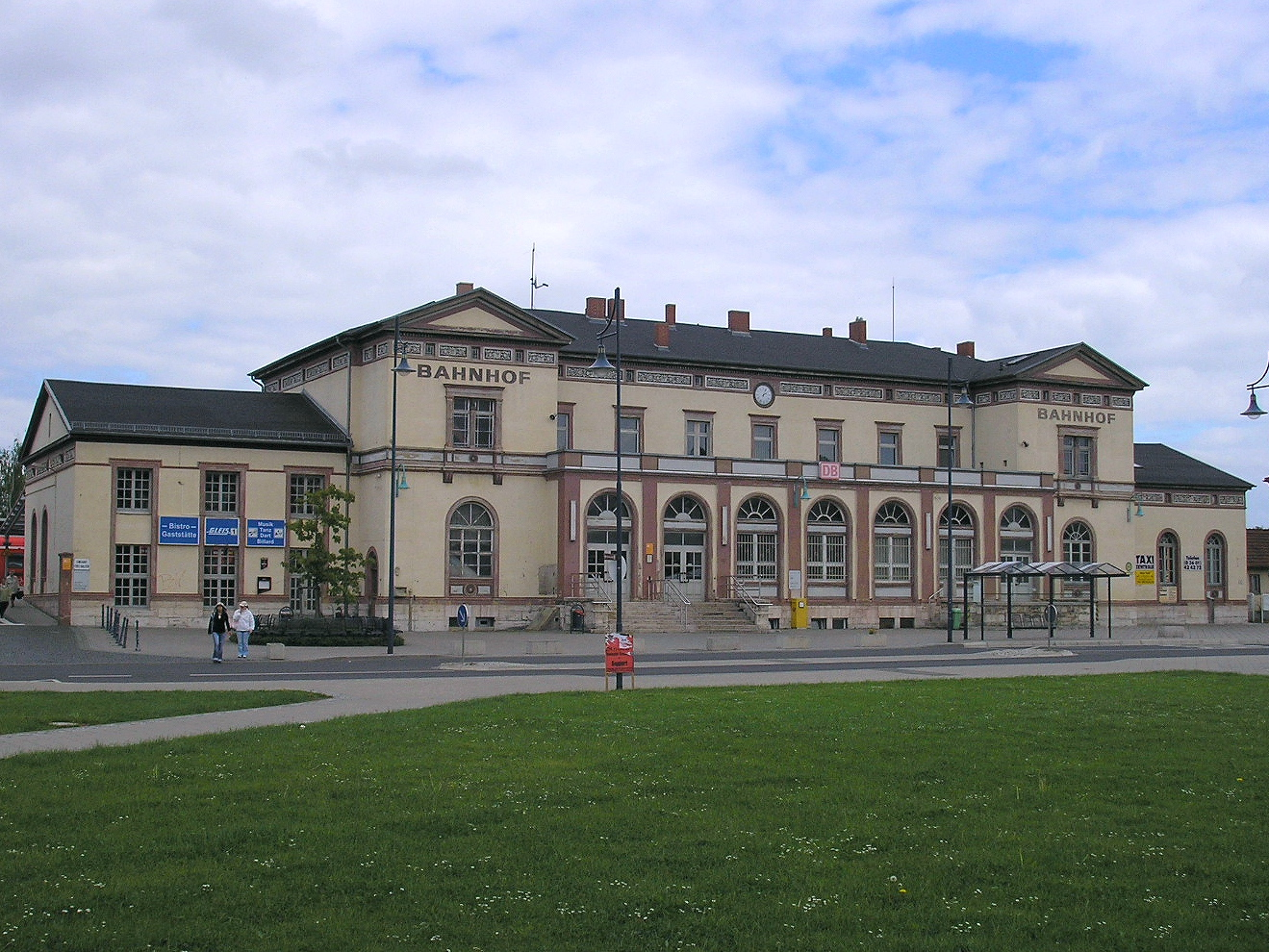
Bahnhof Mühlhausen

Der Bahnhof Mühlhausen liegt an der Bahnstrecke Gotha–Leinefelde. In Mühlhausen verkehren im Schienenpersonennahverkehr jeweils zweistündlich der RE 1 Göttingen–Erfurt–Gera–Glauchau (wobei einzelne Züge auch von/bis Greiz fahren), der RE 2 Erfurt–Kassel und die RB 52 Erfurt–Leinefelde. Auf der Linie RE 1 kommen Dieseltriebwagen der Baureihe 612 zum Einsatz. Der Betrieb auf dem RE 2 wird mit Triebwagen der Baureihe 642 bestritten. Auf der Linie RB 52 findet ein Mischbetrieb aus Triebwagen der Baureihen 641 und 642 statt. Betreiber aller drei Linien ist DB Regio Südost. Die Bahnstrecken nach Ebeleben und nach Treffurt sind stillgelegt und abgebaut worden.

#### Öffentlicher Nahverkehr
Der öffentliche Personennahverkehr wird innerhalb des Mühlhäuser Stadtgebietes derzeit (2010) über fünf Omnibuslinien abgewickelt. Der Betreiber ist die Regionalbus-Gesellschaft Unstrut-Hainich- und Kyffhäuserkreis.
Im Halbstundentakt verkehren die Linien 2 (Bahnhof – Schwanenteich), 5 (Weißes Haus – Bollstedt/Wendeschleife) und 7 (Sambach – Bonatstraße/Schadeberg); die beiden anderen Linien werden seltener bedient. Endstation des Regionalbusverkehrs ist der Zentrale Omnibusbahnhof (ZOB) an der Burg.

#### Straßenbahn
Im Jahr 1898 wurde eine Straßenbahn mit einer Spurweite von 1000 mm in Betrieb genommen und bis 1939 weiter ausgebaut. 1968 begann die Stilllegung der Strecken, 1969 fuhr die letzte Bahn.

#### Wanderwege
Durch Mühlhausen führen der Pilgerweg Loccum–Volkenroda, der Unstrut-Radweg, der Barbarossawanderweg und der Fernwanderweg Zittau–Wernigerode.

### Bildung
In Mühlhausen gibt es fünf Grundschulen und vier Regelschulen, von denen je eine evangelische Schule ist. Die Bildung der Sekundarstufe II wird mit dem staatlichen Tilesius-Gymnasium, einem evangelischen Gymnasium und einem beruflichen Gymnasium gewährleistet. Berufliche Bildung findet zudem an den Beruflichen Schulen des Unstrut-Hainich-Kreises, der Johann-August-Röbling-Schule, einer staatlichen berufsbildenden Schule für Gesundheit und Soziales, an der staatlich genehmigten höhere Berufsfachschule für Ergotherapie und der staatlich genehmigten Fachschule für Heilpädagogik sowie bei dem IFBE Bildungszentrum Thüringen-Nordhessen gGmbH statt. Berufliche Aufstiegsweiterbildung (auf Tertiärstufe, Niveau DQR Stufe 6), das Staatsexamen und der Abschluss als Staatlich geprüfter Techniker (englisch State-Certified Engineer) können an der Fachschule für Technik Mühlhausen abgelegt werden. Daneben gibt es ein Staatliches Förderzentrum für Lernbehinderte und das Förderzentrum „Janusz Korczak“ in Trägerschaft der Mühlhäuser Werkstätten für Behinderte. In der Stadt sind außerdem die Volkshochschule des Unstrut-Hainich-Kreises, die Kreismusikschule „Johann Sebastian Bach“ und je eine private Musik- bzw. Musik- und Kunstschule angesiedelt.
Die seit 2002 bestehende JKSM – Jugendkunstschule Mühlhausen arbeitet mit dem Ziel der Bildung und Nachwuchsförderung auf dem Gebiet der Bildenden und Angewandten Kunst.
Seit 1953 gab es in Mühlhausen ein Pädagogisches Institut, das ab 1969 ein Standort der Pädagogischen Hochschule Erfurt-Mühlhausen war. Dieser Standort wurde 1990 geschlossen, der Erfurter Standort wurde 2001 in die Universität Erfurt eingegliedert.